# رندی اورتن
رندال کیت اورتن (به انگلیسی: Randal Keith Orton) که همگان بیشتر به نام رندی اورتن (به انگلیسی: Randy Orton؛ متولد ۱ آوریل ۱۹۸۰) می شناسند، یک کشتی‌گیر حرفه‌ای آمریکایی است. او در حال حاضر با کمپانی دبلیودبلیوئی قرارداد دارد و در برند اسمک‌داون فعالیت می‌کند. اورتن به عنوان یکی از بزرگ‌ترین کشتی‌گیران فوق حرفه‌ای تمام دوران تلقی می‌شود. از نظر تعداد قهرمانی‌های جهان، در جایگاه سوم مشترک تاریخ قرار دارد و بیش از ۲۰ سال سابقه فعالیت حرفه‌ای دارد.

## دوران کودکی و نوجوانی

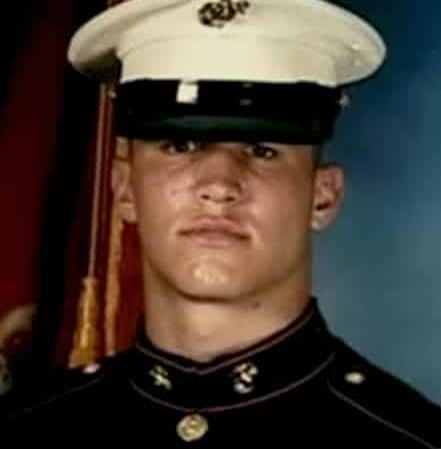
اورتن به‌عنوان یک تفنگدار دریایی ایالات متحده در سال ۱۹۹۸

رندال کیت اورتن در تاریخ ۱ آوریل ۱۹۸۰ در ناکسویل، تنسی، ایالات متحده آمریکا در خانواده‌ای با اصالت  آلمانی به دنیا آمد. مادرش، ایلین، پرستار بود و پدرش، باب اورتن جونیور، یک کشتی‌گیر حرفه‌ای بود. او نوه‌ی باب اورتن و برادرزاده‌ی بری اورتن است که هر دو از کشتی‌گیران حرفه‌ای بودند. اورتن یک برادر کوچک‌تر به نام ناتان دارد که کمدین استندآپ است و خواهری به نام ربکا دارد. والدینش که از سختی‌های زندگی یک کشتی‌گیر حرفه‌ای آگاه بودند، تلاش کردند او را از ورود به این حرفه منصرف کنند. پدرش به او هشدار داده بود که زندگی در رینگ، به معنای زندگی در سفر و دوری از خانواده خواهد بود.
اورتن در دبیرستان هیزلوود سنترال تحصیل کرد، جایی که به کشتی آماتور می‌پرداخت. او پس از فارغ‌التحصیلی در سال ۱۹۹۸ به خدمت سربازی رفت به سپاه تفنگداران دریایی ایالات متحده آمریکا پیوست. در پایگاه، او در سال ۱۹۹۹ به دلیل دو بار غیبت و سرپیچی از دستور یک افسر مافوق، با اخراج به دلیل سوءرفتار مواجه شد. طبق "قانون یکسان عدالت نظامی"، او در دادگاه نظامی ویژه محاکمه و محکوم شد و به مدت ۳۸ روز در بازداشتگاه کمپ پندلتون زندانی شد. او قبلاً روی بازوی چپش خالکوبی نیروی دریایی مارین داشت، اما پس از زندانی، آن را پوشاند.

## دوران حرفه‌ای کشتی‌کج

### آموزش و شروع حرفه‌ای (۲۰۰۱–۲۰۰۰)
اورتن اولین مسابقه کشتی حرفه‌ای خود را در سال ۲۰۰۰ در اتحادیه کشتی میانه میزوری-کنفرانس کشتی جنوب ایلینوی (ام‌‌ام‌دبلیو‌اِی-اس‌آی‌سی‌دبلیو) در سنت‌لوئیس، میزوری برگزار کرد. این اتحادیه یکی از شاخه‌های باشگاه تاریخی کشتی سنت‌لوئیس بود که توسط سم ماچنیک اداره می‌شد. در آنجا، او تحت آموزش کارکنان این سازمان و همچنین پدرش، باب اورتن جونیور، قرار گرفت. اورتن در این مسابقات با کشتی‌گیرانی مانند ایس استرنج و مارک بلند رقابت کرد. او همچنین در تعدادی از مسابقات سازمان کشتی سازمان‌یافته جهانی (دبلیو‌ اُ‌ دبلیو) به‌عنوان داور حضور داشت؛ جایی که عمویش، بری اورتن، در آن مشغول به کار بود.

### مسابقات کشتی کج

#### اوهایو ولی رسلینگ (۲۰۰۲–۲۰۰۰)
در سال ۲۰۰۰، رندی اورتن قراردادی با فدراسیون جهانی کشتی کج (دبلیودبلیو اف) که در آن زمان با این نام شناخته می‌شد، امضا کرد و به منطقه‌ی توسعه‌ای آن، یعنی اوهایو ولی رسلینگ (اُوی‌دبلیو) در لویی‌ویل، کنتاکی فرستاده شد تا تمرینات خود را ادامه دهد. در دوران حضورش در اُوی‌دبلیو، با کشتی‌گیرانی مانند ریکو کنستانتینو و د پروتوتایپ (که بعدها با نام جان سینا شناخته شد) مبارزه کرد و همچنین در یک تورنمنت تیمی برای قهرمانی تگ تیم، با بابی ایتون هم‌تیمی شد. او دو بار قهرمان کمربند هاردکور اُوی‌دبلیو شد؛ بار اول با شکست دادن مستر بلک در ۱۴ فوریه ۲۰۰۱، و بار دوم با پیروزی مقابل فلش فلانگان در ۵ می ۲۰۰۱ قهرمان شد. او چندین بار در رویدادهای مشترک دبلیودبلیواف/اُوی‌دبلیو با ریکو کنستانتینو روبه‌رو شد و همچنین در یک مسابقه‌ی تیمی در ۲۸ ژوئیه ۲۰۰۱ در جکسون‌ویل، ایندیانا، به پروتوتایپ (جان سینا) باخت. اورتن همچنین شروع به حضور در برخی از مسابقات نمایشی کشتی کج که تنها برای سرگرمی بود، کرد. اولین مورد در ۱ می ۲۰۰۱ بود که با بیلی گان روبه‌رو شد. او قبل از مسابقه پشت میکروفون قول داد که رقیب خود گان را شکست دهد، اما در نهایت شکست خورد. در پاییز همان سال، اورتن به طور منظم در هاوس شوها و مسابقات غیرتلویزیونی (دارک مچ) دبلیو دبلیو اف حضور پیدا کرد و با کشتی‌گیرانی مانند چاک پالومبو، استیوی ریچاردز و شان استاسیاک مبارزه کرد، اگرچه بیشتر در مسابقات تیمی شرکت داشت. ارتقای اورتن به فهرست اصلی، او را به یکی از اعضای کلاس افسانه‌ای ۲۰۰۲ اُوی‌دبلیو تبدیل کرد؛ گروهی که بعدها با عنوان «اُوی‌دبلیو ۴» شناخته شدند؛ در کنار جان سینا، براک لزنر و دیو باتیستا بودند. در آخرین مسابقه‌اش در اُوی‌دبلیو، اورتن توسط پرُتوتایپ (جان سینا) شکست خورد.

#### آغاز حضور در فهرست اصلی؛ اولوشن (۲۰۰۴–۲۰۰۲)
یکی از نخستین حضورهای رسمی اورتن در  مسابقات جهانی کشتی کج، در تاریخ ۱۶ مارس ۲۰۰۲ و در رویداد فن اکسس مربوط به رسلمانیا ۱۸ بود، جایی که در برابر تامی دریمر شکست خورد. اولین مسابقه تلویزیونی او در دبلیودبلیو‌اف، پیروزی مقابل هاردکور هالی در برنامه اسمک‌داون! در تاریخ ۲۵ آوریل ۲۰۰۲ بود. کمی بعد، اورتن در نقش یک فیس (کشتی‌گیر محبوب) ظاهر شد و وارد یک رقابت با هالی گردید. در سپتامبر ۲۰۰۲، اورتن به برند راو منتقل شد و در اولین حضورش در این برنامه، استیوی ریچاردز را شکست داد. تنها چند هفته پس از شروع فعالیتش در راو، او دچار مصدومیت شانه شد و برای چند ماه از میادین دور ماند. با این حال، در دوران بهبود همچنان در راو حاضر می‌شد و در بخش اختصاصی خود به نام «رندی نیوز نتورک (آران‌ان)» شرکت می‌کرد؛ وینتیج‌های هفتگی‌ای که در آن درباره وضعیت جسمانی‌اش صحبت می‌کرد. این بخش‌ها معمولاً برنامه‌های دیگر راو را قطع می‌کردند و همین باعث شد اورتن به‌تدریج به شخصیتی خودشیفته و هیل (کشتی‌گیر مغرور) تبدیل شود.
پس از بهبود مصدومیتش، اورتن به گروه اولوشن پیوست؛ گروهی که اعضای آن را ریک فلر، تریپل اچ و تازه‌واردی به نام باتیستا تشکیل می‌دادند. او در فوریه ۲۰۰۳ بار دیگر مصدوم شد و در ۲۶ مه ۲۰۰۳ با ماسکی بر چهره بازگشت و در جریان مسابقه ۲ به ۱ بین کوین نش و شاون مایکلز در برابر تریپل اچ شرکت کرد. سپس ماسک خود را برداشت و دوباره به گروه ملحق شد. از سال ۲۰۰۳ تا ۲۰۰۴، این گروه در برنامه راو بسیار مورد توجه قرار گرفت و نقطه اوج سلطه‌شان پس از رویداد آرمگدن ۲۰۰۳ رقم خورد؛ زمانی که تمام کمربندهای مردان در راو در اختیار اعضای اولوشن بود. در سال ۲۰۰۳، بخش زیادی از زمان اورتن صرف کمک به تریپل اچ برای غلبه بر رقبایش در مسیر دفاع از کمربند قهرمانی سنگین‌وزن جهان شد. اورتن در مسابقه الیمینیشن چمبر برای کمربند قهرمانی سنگین‌وزن در رویداد سامر اسلم در ۲۴ اوت، همراه با تریپل اچ حضور یافت؛ هدف اصلی او تضمین دفاع موفق تریپل اچ از عنوانش بود. او توسط گلدبرگ از مسابقه حذف شد، اما گروه توانست به هدف خود برسد و در نهایت، تریپل اچ توانست گلدبرگ را حذف کند و کمربندش را حفظ نمود.
پس از آن، اورتن خود را «قاتل افسانه‌ها» نامید و شخصیت نمایشی‌اش به یک جوان جاه‌طلب و بسیار بااستعداد تبدیل شد که خود را آینده دنیای کشتی‌کج می‌دانست. او وارد درگیری‌های متعددی با چهره‌های قدیمی و پرافتخار این رشته شد و به دلیل بی‌احترامی آشکار به آن‌ها شهرت یافت. با کمک هم‌تیمی و مربی‌اش ریک فلر، اورتن در رویداد آنفورگیون در تاریخ ۲۱ سپتامبر، شاون مایکلز را شکست داد؛ این مسابقه نخستین رویارویی از سری رقابت‌های معروف «افسانه در برابر قاتل افسانه» بود. در همین دوره، او شروع به استفاده از فن نهایی مخصوص خود کرد؛ حرکتی به نام آرکی‌اُ‌ (به انگلیسی: RKO)، یک نوع جامپینگ کاتر که نامش برگرفته از حروف اول نام اوست. اورتن در رویداد آرمگدن در ۱۴ دسامبر، راب ون دم را شکست داد و کمربند قهرمانی بین‌قاره‌ای را به دست آورد. با این پیروزی، طولانی‌ترین دوره نگهداری این عنوان در هفت سال گذشته را آغاز کرد و به مدت ۲۱۰ روز قهرمان باقی ماند. او در سال ۲۰۰۴ همچنان شخصیت «قاتل افسانه‌ها» را گسترش داد و این بار میک فولی، کشتی‌گیر نیمه‌بازنشسته و مشهور به مسابقات خشن، را به چالش کشید. اورتن و فولی در رویداد بک‌لش در یک مسابقه هاردکور برای کمربند به مصاف هم رفتند که اورتن در آن پیروز شد. او بعدها این مسابقه را محبوب‌ترین مسابقه دوران حرفه‌ای‌اش نامید و گفت این همان نبردی بود که باعث شد احترام هواداران را به دست آورد. سرانجام، در رویداد ونجنس در ۱۱ ژوئیه، او کمربند را به اج واگذار کرد.

#### قهرمانی سنگین‌وزن جهان (۲۰۰۵–۲۰۰۴)

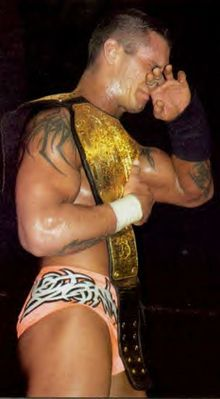
در رویداد سامر اسلم اوت ۲۰۰۴، رندی اورتن به جوان‌ترین قهرمان سنگین‌وزن جهان در تاریخ دبلیودبلیوئی تبدیل شد.

پس از از دست دادن کمربند قهرمانی بین قاره‌ای، اورتن با پیروزی در یک نبرد سلطنتی ۲۰ نفره در قسمت ۲۶ ژوئیه راو، مدعی شماره یک قهرمانی سنگین‌وزن جهان شد. در سامر اسلم ۱۵ اوت، او با شکست کریس بنوا عنوان قهرمانی را به‌دست آورد و در سن ۲۴ سالگی جوان‌ترین قهرمان سنگین‌وزن تاریخ دبلیودبلیوئی شد. بنوا پس از مسابقه با دست دادن به اورتن، توانایی او را برای «مرد بودن» تحسین کرد. شب بعد در راو، اورتن بار دیگر در یک مسابقه بازپس‌گیری، بنوا را شکست داد، اما گروه اولوشن به جای جشن واقعی، مراسمی نمایشی برای او برگزار کردند و باتیستا، اورتن را بالای شانه‌هایش بلند کرد تا خوشحالی کند. در پایان، تریپل اچ با تغییر علامت «شست بالا» به «شست پایین»، به باتیستا علامت داد تا اورتن را بر زمین بیندازد. سپس تریپل اچ، ریک فلر و باتیستا به اورتن حمله کردند و او را از ایولوشن اخراج نمودند. هفته بعد، تریپل اچ از اورتن خواست کمربند قهرمانی را تحویل دهد، اما او با پرتاب آب دهان به صورت تریپل اچ و ضربه زدن با کمربند، این درخواست را رد کرد. این جدایی باعث شد اورتن به فیس تبدیل شود و دشمنی خود با اعضای سابق گروه را ادامه دهد. در رویداد آنفورگیون ۱۲ سپتامبر، اورتن پس از دخالت فلر، باتیستا و جاناتان کوچمن، کمربند را به تریپل اچ باخت.
در ادامه، اورتن برای انتقام، طی برنامه‌ای نمایشی با هدیه دادن یک کیک بزرگ به اعضای ایولوشن آن‌ها را غافلگیر کرد و سپس به ضرب و شتم و تحقیرشان پرداخت. در تبو تیوزدی ۱۹ اکتبر، او در یک مسابقه استیل کیج (قفس فولادی) که با رأی هواداران انتخاب شده بود، ریک فلر را شکست داد. پس از این پیروزی، اورتن یک فرصت دیگر برای مطرح شدن پیدا کرد و به‌مدت یک هفته مدیر برند راو شد. این فرصت نتیجه شرط مسابقه‌ حذفی چهار به چهار در سروایور سریز ۱۴ نوامبر بود که تیم او با آخرین حذف تریپل اچ توسط خود اورتن، برنده شد. او با استفاده از اختیارات خود، شرایطی سخت برای دفاع از عنوان قهرمانی تریپل اچ ایجاد کرد. در نیو یرز روولوشن ۹ ژانویه ۲۰۰۵، اورتن در مسابقه الیمینیشن چمبر برای کمربند خالی قهرمانی سنگین‌وزن شرکت کرد و به عنوان آخرین نفر توسط تریپل اچ (با دخالت فلر و باتیستا) حذف شد. در راو ۱۰ ژانویه، اورتن، باتیستا را شکست داد و شانس رویارویی با تریپل اچ در رویال رامبل ۳۰ ژانویه را به‌دست آورد، اما در آن مسابقه شکست خورد.

#### دشمنی با آندرتیکر (۲۰۰۶–۲۰۰۵)
در ابتدای سال ۲۰۰۵، رندی اورتن وارد یک داستان‌سرایی تلویزیونی با استیسی کیبلر شد و برای مدت کوتاهی با کریستین در فوریه همان سال درگیری پیدا کرد. در برنامه راو مورخ ۲۸ فوریه، سوپراستار بیلی گراهام ظاهر شد و به اورتن توصیه کرد که «به جایی برود که هیچ کشتی‌گیر دیگری پیش از آن نرفته است».

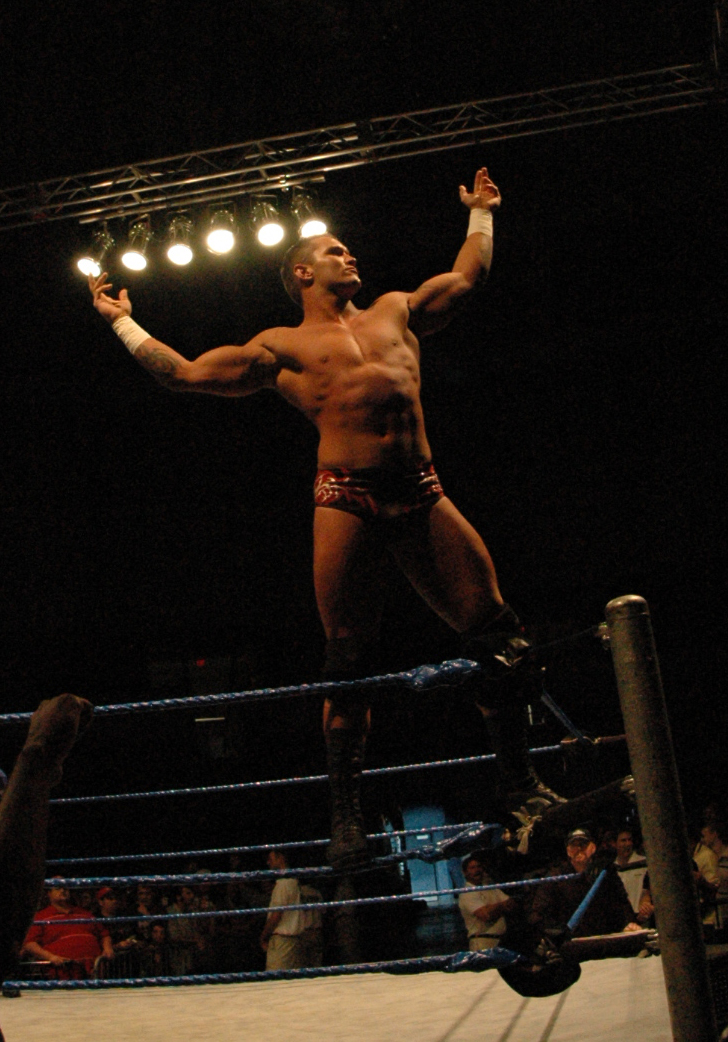
اورتن در حال نمایش ژست خاص خود در آگوست ۲۰۰۵

اورتن سپس نسخه‌ای از مجله اسمک‌داون! را که تصویر آندرتیکر روی جلد آن بود، نشان داد و اعلام کرد که با پایان دادن به رکورد شکست‌ناپذیری آندرتیکر در رسلمانیا خود را از سایر کشتی‌گیران متمایز خواهد کرد. او در طول مارس ۲۰۰۵ به تمسخر آندرتیکر پرداخت و ادعا کرد که از او ترسی ندارد. در برنامه راو مورخ ۲۱ مارس، اورتن با اجرای آرکی‌اُ‌ روی استیسی کیبلر (نقش‌اش به عنوان دوست‌دختر داستانی)، او را بیهوش کرد و بار دیگر نقش هییل را بر عهده گرفت. در هفته‌های بعد، هر بار که نشانه‌ای از ورود آندرتیکر مانند رعد و برق، تاریکی یا دود ظاهر می‌شد، اورتن فرار می‌کرد. حتی زمانی که جیک رابرتز به او هشدار داد که آندرتیکر را دست‌کم نگیرد، اورتن نیز به او آرکی‌اُ‌ زد. در مسیر رسلمانیا، اورتن با کمک حواس‌پرتی‌های پدرش کابوی باب اورتن چند بار به آندرتیکر حمله کرد. در مسابقه رسلمینیا ۲۱، آندرتیکر برنده شد. طبق گفته‌ها، دبلیو دبلیو ای به اورتن پیشنهاد داد رکورد را بشکند اما او به احترام آندرتیکر و به دلیل اینکه خود را فرد مناسبی نمی‌دانست، این پیشنهاد را رد کرد.

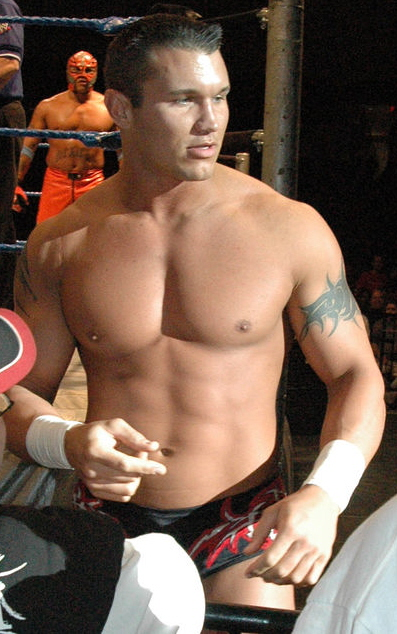
اورتون در هوس شو دبلیودبلیوئی در سال ۲۰۰۵

شب بعد در راو، اورتن مقابل باتیستا (قهرمان وقت سنگین‌وزن جهان) قرار گرفت و اعلام کرد که مسابقه با آندرتیکر مصدومیت شانه‌اش را تشدید کرده است. او مدتی از رینگ دور بود اما در راو حاضر شد و ادعا کرد که به دلیل مصدومیتش واجد شرایط شرکت در قرعه‌کشی درفت دبلیودبلیوای نیست. وینس مک‌من، رئیس دبلیودبلیوئی، به او اطلاع داد که او واقعاً نامزد درفت است و احتمال بازگشت به اسمک‌داون را مطرح کرد!. اورتن در ۱۶ ژوئن برای اسمک‌داون به دبلیودبلیوئی بازگشت و اعلام کرد که او انتخاب دوم در قرعه‌کشی درفت ۲۰۰۵ بوده است. اورتن دوباره دشمنی با آندرتیکر را آغاز کرد و در سامر اسلم ۲۱ اوت با دخالت پدرش او را شکست داد. در رویداد نو مرسی ۹ اکتبر، اورتن و پدرش در مسابقه کَسکت دو نفره آندرتیکر را شکست دادند. سپس او را داخل تابوت قفل کردند، روی آن سوراخ ایجاد کردند، بنزین ریختند و آن را آتش زدند، که طبق داستان‌سرایی کین در رویال رامبل ۱۹۹۸ انجام داد، به معنای کشتن آندرتیکر بود. یک ماه بعد، پس از درگذشت ادی گررو و شکست در یک مسابقه مقدماتی مقابل ری مستریو، اورتن جایگزین ادی گررو در تیم اسمک‌داون! برای مسابقه حذف سنتی در در مقابل تیم راو در سروایور سریز شد. او برای سومین سال پیاپی آخرین نفر باقی‌مانده تیمش بود و با شکست شاون مایکلز، پیروزی را برای اسمک‌داون! تضمین کرد. بعد از مسابقه، آندرتیکر با خروج از تابوتی شعله‌ور بازگشت و به کشتی‌گیران اسمک‌داون! حمله کرد. در قسمت بعدی اسمک‌داون، اورتن پس از دخالت در مسابقه ری میستریو و بیگ شو در مقابل کین و آندرتیکر، با استفاده از آرکی‌اُ‌ به آندرتیکر حمله کرد و او را روی خودروی ری میستریو گذاشت و خودرو را به صحنه اسمک‌داون! کوبید که باعث انفجار شد. پایان این دشمنی در مسابقه هل این ا سل (جهنم درون قفس) در آرماگدون ۱۸ دسامبر رقم خورد. در برنامه اسمک‌داون! مورخ ۱۶ دسامبر، آندرتیکر در حال اجرای یک پرومو بود که یکی از درویدها ناگهان به اورتن تبدیل شد و با آرکی‌اُ‌ به او حمله کرد. این دروید که باب اورتن بود، کوزه آندرتیکر را به پسرش داد که طبق داستان، کنترل او را ممکن می‌کرد. با این حال، آندرتیکر در مسابقه جهنم درون قفس پیروز شد و به دشمنی ۹ ماهه پایان داد.

#### ریتد-آرکی‌اُ‌ (۲۰۰۷–۲۰۰۶)
در رویداد رویال رامبل در ۲۹ ژانویهٔ ۲۰۰۶، رندی اورتن به عنوان سی‌امین و آخرین کشتی‌گیر وارد مسابقهٔ رویال رامبل شد، اما توسط برندهٔ نهایی مسابقه، ری میستریو، حذف شد. میستریو با این پیروزی، فرصت مبارزه برای قهرمانی جهان در رسلمانیا ۲۲ را به دست آورد. اورتن او را به مسابقه‌ای در نو وی اوت ۱۹ فوریه برای به دست آوردن این فرصت قهرمانی دعوت کرد. در هفته‌های منتهی به نو وی اوت، اورتن اظهارنظرهایی جنجالی دربارهٔ ادی گررو، دوست میستریو که چند ماه قبل درگذشته بود، بیان کرد تا نقش منفی‌اش را پررنگ‌تر کند. بسیاری از طرفداران وی، این اظهارات را با توجه به زمان کوتاه پس از مرگ گررو در نوامبر ۲۰۰۵ بسیار زننده دانستند. اورتن در نو وی اوت میستریو را شکست داد و فرصت قهرمانی او در مسابقهٔ کمربند سنگین‌وزن جهان در رسلمانیا را تصاحب کرد. اما مدیر اجرایی اسمک‌دان، تئودور لانگ، میستریو را دوباره به مسابقه اضافه کرد تا رقابت رسلمانیا به یک مسابقهٔ سه‌نفره بین اورتن، میستریو و قهرمان وقت، کرت انگل، تبدیل شود. در رسلمانیا، اورتن با فالشوت شدن توسط میستریو شکست خورد. در قسمت بعدی اسمک‌دان، اورتن دوباره میستریو را برای کمربند سنگین‌وزن جهان به چالش کشید، اما موفق به کسب عنوان قهرمانی نشد.
در ۴ آوریل، اورتن به دلیل «رفتار غیرحرفه‌ای» برای شصت روز تعلیق شد. او در یک مصاحبه گفت: «رفتارم در شأن یک قهرمان نبود، اما وقتی برگردم دوباره قهرمان خواهم شد.» برای پوشش این تعلیق، یک مصدومیت ساختگی در داستان ایجاد شد که طی آن، کرت انگل در مسابقهٔ مرحلهٔ یک‌چهارم نهایی کینگ آف د رینگ در قسمت ۱۴ آوریل اسمک‌دان، مچ پای اورتن را شکست. اورتن در ماه ژوئن و با بازگشت به برند راو از تعلیق بیرون آمد و وارد دشمنی با انگل شد که به مسابقه‌هایی در رویداد ئی‌سی‌دبلیو وان نایت استند ۱۱ ژوئن، (که باخت) و ونجنس ۲۵ ژوئن، (که برد) انجامید. پس از آن، او وارد داستانی با هالک هوگان شد. اورتن شروع به ایراد پروموهایی علیه هوگان مسن کرد و با بروک، دختر هجده‌سالهٔ آن زمان هوگان، شوخی و فلرت می‌کرد. در رویداد سامر اسلم ۲۰ اوت، این دو در مسابقهٔ «افسانه در برابر قاتل افسانه» به مصاف هم رفتند که هوگان برنده شد. او سپس در آنفورگیون ۱۷ سپتامبر موفق به شکست کارلیتو شد.

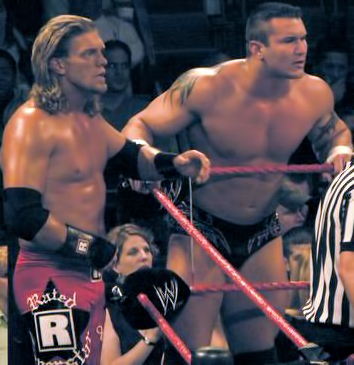
اج و اورتن به‌عنوان ریتد-آرکی‌اُ‌ در سال ۲۰۰۶

## مسیر کشتی حرفه‌ای

### آموزش
پیش از آنکه رندی پا به کمپانی WWE بگذارد و در رقابت‌های اصلی شرکت کند، یک ماه در انجمن کشتی میدمیزوری زیر نظر سم‌ماچنیک و پدرش آموزش دید.
اورتن شماری از مسابقات کشتی را نیز داوری کرد. در سال ۲۰۰۱، اورتن یک قرارداد با کمپانی دبلیو دبلیو ای بست و کمپانی دبلیو دبلیو ای او را به منطقهٔ ترقی‌دهندهٔ کشتی‌گیری کمپانی، یعنی کشتی‌گیری دره اوهایو (OVW) فرستاد. رندی به او یاهو ولی رسلینگ پیوست و مشغول به کار در این لیگ شد که در این دوره وی موفق شد در قالب یک تورنمنت قهرمانی تگ تیم با بابی ایتن تورنمنت قهرمانی را برنده شدند و با شکست مستر بلک دارندهٔ کمربند OVW هاردکور شد. در کل موفق شد دو بار عنوان OVW هاردکور را در دو موقعیت مناسب جداگانه کسب کند. در ۱۴ اکتبر در راو وقتی او از وضعیت مصدومیت خود توضیح می‌داد و گفت که می‌خواهد مدتی نباشد. انبوه تماشاچیان برای تمسخر و آزار او شروع به سرود خواندن کرد که یک‌صدا می‌گفتند: "Nah Nah Nah Hey Hey Hey Good bye"
به‌محض اینکه رندی اورتن در بیستم ژانویه سال ۲۰۰۳ به راو بازگشت به کمک باتیستا و ریک فلیر و تریپل اچ شتافت و باعث شکست اسکوت استاینر رقیب تریپل اچ شد. از Evolution به دلیل مصدومیت‌های مجدد رندی اورتن و همچنین باتیستا خبری نبود تا اینکه در مه سال ۲۰۰۳ دوباره این گروه به‌طور مداوم یه یکدیگر پیوست. رندی اورتن زمانی به لقب "The Legend Killer" مشهور شد که همه دیدند او شروع به شکست‌دادن یا اهانت‌کردن به سوپراستاران قدیمی و نامدار کرده و زمانی اورتن بسیار بدنام شد که به‌صورت سوپراستار نامدار Harley Race سیلی زد و از فینیشر خود RKO استفاده کرد. یکی از مهم‌ترین مسابقات اورتن در طول حرفه‌اش شرکت در مسابقه حساس Elimination Chamber در سامراسلم ۲۰۰۳ بود که او باید مقابل Triple H, Shawn Michaels, Bill Goldberg, Chris Jericho و Kevin Nas قرار می‌گرفت. این بهترین موقعیت برای قهرمانی رندی بود، هرچند که او در طول مسابقه تلاشش بیشتر بر سر این بود که تریپل مسابقه را پیروز شده و باعث شود که تریپل اچ همچنان قهرمان بماند!
در ۲۱ سپتامبر در PPV انفورگیون ۲۰۰۳ رندی با شاون مایکل مسابقه داد که این هم باز یکی دیگر از مسابقات نسبتاً مهم رندی بود که عنوان مسابقه "Legend vs. Legend Killer" بود. به‌هرحال رندی با کمک ریک فلیر در این مسابقه پیروز شد، در ادامه کار رندی پس از مدتی بر کمربند بین‌قاره‌ای که صاحبش RVD بود تمرکز کرد و سپس به این هدفش در آرماگدون ۲۰۰۳ با شکست‌دادن RVD رسید و قهرمان جدید کمربند بین‌قاره‌ای شد. رندی توانست کمربند خود را به مدت هفت ماه حفظ کند و رکوردار این کمربند در هفت سال گذشته شود.

### WWE

#### دوستی و دشمنی با اوولوشن (۲۰۰۲–۲۰۰۵)
پس از آن دوره، رندی اورتن یک قرارداد را با کمپانی  سرگرمی مسابقات کشتی کج که به دبلیو دبلیو ای مشهور است، امضا کرد و در همان ابتدای کارش در کمپانی به عضویت گروه اوولوشن درآمد. گروه اوولوشن متشکل از ۴ عضو با نام‌های ریک فلیر، تریپُل اچ، دیو باتیستا و رندی اورتن بود. رندی توسط ریک فلر به گروه اوولوشن معرفی و وارد گروه اوولوشن شد. با این ورود بود که منجر شد سریعاً عنوان اینتر کانتینِنتال را یکبار از آن خود کند که اولین عنوانش در کمپانی بود. اورتن همچنین لقب قاتل اسطوره‌ها را از آن خود کرد. وی در طی یک استوری لاین (درگیری) که بی‌احترامی به کهنه‌کاران دبلیو دبلیو ای و با حملهٔ فیزیکی به آن‌ها و رقابت با اسطوره‌های مختلف بود اکثر آن‌ها را شکست داد و این لقب از آن او شد. او با کمپانی اپل در سال ۲۰۲۳ با تصویر ۲۴ دقیقه در بیلبورد تلگزاس تمامی مردم آنجا را شوکه کرد و این تبلیغی بود که نشان دهد مقاومت گوشی آیفون در زیر پای او تحمل می‌آورد
اولین بازی اورتن که از تلویزیون پخش شد، مقابل هارد کور هالی در اسمکدان در تاریخ ۲۵ آوریل ۲۰۰۲ بود. خیلی زود اورتن مورد علاقهٔ هواداران شد و در یک سری مسابقه‌ها با هالی قرار گرفت.
در سپتامبر ۲۰۰۲ اورتن به برند راو منتقل شد. او در اولین مسابقه‌اش استیو ریچاردز را شکست داد. در هفته‌های اول شروع کارش در راو،  اورتن از ناحیه شانه مصدوم شد و برای چند ماه قادر به کشتی گرفتن نبود. بعد از بهبود وضعیت جسمانی، اورتن در بخش شبکهٔ خبری رندی در راو ظاهر شد و در بخش خبری با حضورش دربارهٔ شرایطش صحبت کرد. راو برنامه ی نمایشی است که  در روز های دوشنبه شب‌ها پخش می‌شد، در  این برنامه نمایه های از رندی نشان داد که موجب شد اورتن کم‌کم عاشق شخصیت خود گردد و به یک فرد خودخواه تبدیل شود. بعد از این که مصدومیت اورتن بهبود یافت. به گروه اوولوشن ملحق شد. گروه اوولوشن در راو از ۲۰۰۳ تا۲۰۰۴ کار کرد با درجهٔ بالایی از چیرگیشان در برنامه راو، به‌طوری‌که بعد از آرماگدون در سال ۲۰۰۳ تمامی کمربندهای قهرمانی موجود مردان در راو در دست اعضای گروه اوولوشن بود.
در سال ۲۰۰۳ اورتن بیشتر وقت خود را صرف کمک به تریپُل اچ در برابر رقیبانش برای کمربند سنگین‌وزن جهان کرد. اورتن به تریپل اچ در مسابقهٔ شش نفرهٔ المینیشن چمبر برای کمربند سنگین‌وزن جهان در سامر اسلم پیوست؛ که در درجهٔ اول از مقام تریپل اچ حفاظت کند؛ که توسط گلدبرگ حذف شد. بعد رندی خود را اسطوره‌کش معرفی کرد، و خود را به عنوان یک جوان تازه‌کار با استعداد و کشتی‌گیر حرفه‌ای آینده معرفی کرد. او با فعالیت های خود که همراه با بی‌احترامی‌ها به اسطوره‌های دبلیو دبلیو ای بود، شروع به دشمنی با اسطوره‌های این رشته ورزشی  کرد. با کمک هم تیمی و مشاورش ریک فلر، او شاون مایکلز را در آنفورگیون شکست داد. سپس او به صورت هارلی رایس در ۲۶ آوریل ۲۰۰۴ سیلی زد. در طی این زمان اورتن می‌خواست شروع به استفاده از حرکت پایانی کند یعنی آر کی او. اورتن خیلی زود آر وی دی را برای عنوان اینتر کانتیننتال در ۱۴ دسامبر ۲۰۰۳ شکست داد. با این برد، اورتن طولانی‌ترین مدت داشتن کمربند اینتر کانتیننتال را به مدت ۷ سال شروع کرده بود. بعد از این مسابقه کمربند را ۲۱۰ روز (هفت ماه) نگه داشت. در سال ۲۰۰۴ اورتن با کشتی کچ کار نیمه باز نشسته میک فولی رقابت کرد. میک برای مسابقات بسیار سنگین و سخت و توانایی وارد کردن ضرباتی با درد شدید به حریف مشهور بود. مسابقه‌هایی که میک در آن‌ها مهارت داشت مسابقه اصلی‌ها نامیده می‌شود که در این دست مسابقه‌ها رقبا می‌توانند علاوه‌بر واردکردن ضربه و فن از اشیاء بیرون رینگ و اشیایی که زیر رینگ قرار داده شده برای آسیب‌زدن شدید به هم را نیز استفاده کنند. فولی به اورتن یک مسابقهٔ هاردکور تحت عنوان اسطوره در برابر قاتل اسطوره‌ها پیشنهاد کرد، مسابقه‌ای که برای کمربند اینتر کانتیننتال رندی بود که اگر رندی می‌باخت کمربند به فولی می‌رسید. در یک مسابقهٔ خونین با تمام شرایط سخت مسابقهٔ هاردکور، سیم خاردار و پونز هم شامل این بازی بود. در این مسابقه رندی و فولی با تمامی اشیای خطرناک به یکدیگر آسیب رساندند و سر میک فولی به شدّت زخمی و خونین شد. در صحنه‌ای از مسابقه، رندی بسته‌ای از پونز را روی زمین می‌ریزد و سر میک را می‌گیرد و در حالی که سر وی را روی پونزها پرت می‌کرد میک پیش دستی کرده و رندی را روی پونزها می‌اندازد و در دو دست رندی از شانه تا انگشت‌ها و پشتش پونزهای زیادی فرومی‌رود، و میک روی قسمت‌های پونز رفته بدن رندی ضربه‌هایی محکم وارد می‌کرد؛ ولی در نهایت رندی، میک را شکست داد.
امّا اوج شکوفایی رندی اورتن به سامراسلم در سال ۲۰۰۴ برمی گردد که وی در سن ۲۴ سالگی موفق شد در یک رقابت کریس بنوا، که دارندهٔ کمربند سنگین‌وزن جهان در آن موقع بود، را شکست دهد و به عنوان جوان‌ترین قهرمان سنگین‌وزن جهان در تاریخ دبلیو دبلیو ای شناخته شود. این عنوان تاکنون در اختیار رندی مانده است. با اشاره به این که کمربند قهرمانی سنگین‌وزن جهان در رسلمنیا ۲۰، در سال ۲۰۰۳ در این رسلمنیا مسابقه‌ای بین شاون مایکلز و کریس بنوا و قهرمان کمربند سنگین‌وزن جهان تریپُل اچ برگزار شد که در این مسابقه کریس بنوا برنده شد و قهرمان کمربند سنگین‌وزن جهان شد. امّا در سامر اسلم این کمربند را به رندی باخت.
بعد از این برد رندی، تریپل اچ و سایر اعضا نسبت به وی حسادت می‌کردند. بعد از این که رندی با برد در مسابقهٔ برگشت از کمربند قهرمانی خود دفاع کرد، همان شب اوولوشن جشنی برای مسخره‌کردن و دست‌انداختن وی ترتیب دادند. اوولوشن برای نشان‌دادن رضایت دروغی خود و تبریک‌گفتن برای پیروزی بازی برگشت رندی و قهرمانی‌اش وارد رینگ شدند. باتیستا رندی را روی شانه‌های خود گذاشت و تریپل اچ روبروی رندی ایستاد و انگشت شصت خود را به نشانهٔ خوشحالی خود از قهرمانی رندی نشان داد ولی کمی بعد انگشت شصت خود را به نشانهٔ نارضایتی خود پایین آورد. در همین حال باتیستا رندی را از روی شانه‌های خود انداخت و ریک فلر و باتیستا به اورتن حمله کردند. تریپل اچ به شدت به رندی حمله کرد و صورت رندی را پر از خون کرد و رندی را از گروه اخراج کرد. چندی بعد تریپل اچ به اورتن دستور داد کمربند را به وی بدهد و دست از کمربند بکشد تا تریپل اچ رندی را به گروه بازگرداند اما رندی دست از کمربند نکشید و نپذیرفت و روی صورت تریپل اچ آب دهان انداخت. رندی به کار خود در اوولوشن پایان داد و با این کار او کشتی‌گیر محبوب بینندگان شد. او دشمنی خود را با هم تیمی‌های خود در اوولوشن را شروع کرد. یک ماه بعد رندی کمربند خود را در طی یک بازی با شکست در برابر تریپل اچ در آنفورگیون از دست داد. برای انتقام، در یک برنامه هنگامی که اعضای اوولوشن برای کمربند قهرمانی تریپل اچ جشن گرفته بودند، اورتن در چیزی به شکل کیک، آن‌ها را با این کیک بزرگ شگفت زده کرد در حالی که رندی در کیک پنهان شده بود، بیرون آمد و به اوولوشن حمله کرد و آن‌ها را زد و کمربند را برداشت و آن را بالا برد و مورد تشویق تماشاگران قرار گرفت. در یک سری مسابقات دبلیو دبلیو ای تحت عنوان سه شنبهٔ حرام در مسابقهٔ قفس ریک فلر را مغلوب کرد. بعد از این رندی به مدت یک هفته مدیر برند راو شد و در سری مسابقات سروایور سرییز یک بازی در مقابل اوولوشن ترتیب داد و با پین کردن آخرین نفر یعنی تریپل اچ پیروزی را برای تیم خود به‌دست‌آورد. اورتن دشمنی خود را با تریپل اچ ادامه داد و او از اختیار خود برای دفاع از کمربندش در مقابل حریفان خود استفاده کرد در سال ۲۰۰۵ به رندی شانس دیگری برای قهرمانی در یک مسابقه داده شد ولی او در این مسابقهٔ شش نفرهٔ المینیشن چمبر در سری مسابقات انقلاب سال جدید توسط تریپل اچ پین شد و باخت. چندی بعد اورتن، باتیستا را شکست داد که بازی ای برای کمربند سنگین‌وزن جهان در مقابل تریپل اچ در رویال رامبل کسب کند. در رویال رامبل، تریپل اچ رندی را شکست داد و کمربند خود را حفظ کرد.
سپس در اواخر سال ۲۰۰۵، درگیری رندی با گروه اوولوشن دوباره شروع شد و پس از درگیری‌های مختلف، پس از رندی، باتیستا هم چندی دیگر از این گروه جدا شد و عملاً کار گروه اوولوشن به پایان رسید.

#### مسابقات فردی (۲۰۰۵–۲۰۰۶)

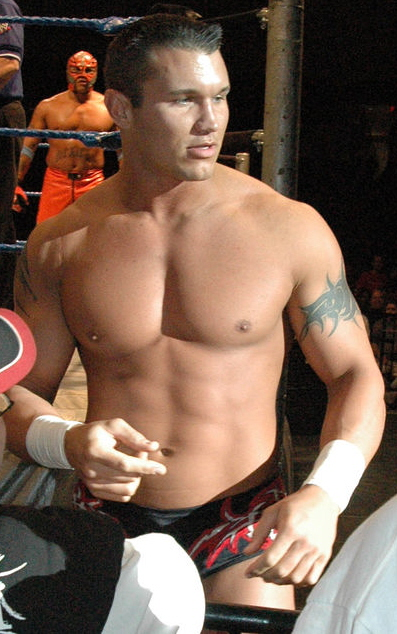
رندی اورتن در سال ۲۰۰۵

اورتن یک رابطهٔ آشکار را با استیسی کیبلر (Stacy Kiebler) را شروع کرد و به‌طور خلاصه با کریستین (Christian) در فوریه ۲۰۰۵ دشمن شد. در ۲۸ فوریه در راو، بیلی گراهام (Billy Graham) حضور داشت، که در آن او به اورتن نصیحتی کرد و به رندی گفت: به جایی برو که هیچ کشتی کج‌کاری تا قبل از این آنجا نرفته باشد. اورتن سپس یک کوپی از مجله اسمکدان درست کرد که روی جلد آن تصویر آندرتیکر (The Undertaker) و بالای آن پند گراهام نوشته شده بود، اورتن ادعا کرد که او خودش را جدای از سایر کشتی کج‌کارانی که در رسلمنیا در شکستن سلسله بردهای آندرتیکر ناموفق بوده و باختند، قرار خواهد داد. در کل ماه مارس ۲۰۰۵ اورتن سر به سر آندرتیکر می‌گذاشت، و مدعی بود که از آندر نمی‌ترسد. در ۲۱ مارس، اورتن یک بار دیگر تبدیل به یک آدم بد شد بعد از این که یک آر کی او (RKO) به دوست دخترش، استیسی کیبلر زد و این حرکت باعث بیهوشی استیسی شد. زمانی که کشتی کج‌کار افسانه‌ای جیک رابرتز (Jake Roberts) به اورتن نصیحت کرد که آندرتیکر را دست کم نگیرد اورتن یک آر کی او به رابرتز زد. اورتن خیلی سرسخت‌تر و نترستر از آندرتیکر شده بود و او را مورد تمسخر و حمله می‌کرد و پدرش کابوی باب اورتن، آندر را گیج می‌کرد. در رسلمنیا ۲۱ اگر چه تبلیغات و تحریک کردن‌های زیاد اورتن برای خودش (اورتن) ناموفق بود علی‌رغم دخالت پدرش، اندرتیکر برد. همان شب در راو، اورتن با باتیستا روبرو شد، که قهرمان سنگین‌وزن جهان شده بود. اورتن اعلام کرد که او در مسابقه‌اش با آندرتیکر بدترین نوع مصدومیت شانه را داشته است. رندی مدتی کناره گرفت و از مسابقات بازماند، سپس اورتن در راو ظاهر شد و ادعا کرد که او فاقد شرایط لازم برای حق عضویت در قرعه کشی WWE درفت را به خاطر مصدومیتش نداشته است. اورتن به راو منتقل شد ولی با این وجود رئیس WWE وینس مکمون (Vince McMahon) مطلع بود که رندی به درستی یک کاندید برای درفت بوده؛ و با درخواست او موافقت کرد و اجازهٔ برگشت او را به اسمکدان داد. اورتن دشمنی خود را با آندرتیکر دوباره شروع کرد، و او را در سامر اسلم با یک حواس‌پرت کردن از طرف پدرش شکست داد. دو ماه بعد، اورتن و پدرش آندرتیکر را در یک مسابقهٔ تابوت افلیج‌ها (Handicap Casket Match) شکست دادند. در همان ماه، اورتن شرکت‌کنندهٔ تیم اسمکدان ضد راو در سری مسابقات سالانه بین این دو تیم، در سروایور سریز بود. در مسابقه، اورتن آخرین کشتی کج‌کاری بود که شان مایکلز را پین کرد و برای تیم اسمکدان پیروزی به ارمغان آورد. در این مسابقات، آندرتیکر، که غایب بود و اورتن ظاهراً او را در یکی از مسابقات هفتگی اسمکدان در که جمعه شب‌ها پخش می‌شود، آندرتیکر ا کشته بود، که آندر از یک تابوت شعله‌ور نمایان شد؛ و این دو در مسابقهٔ هل این سل در سری بازی‌های آرماگدون، که آندر تیکر پیشنهاد داد که اگر ببازد خود را بازنشسته خواهد کرد. در ۱۶ دسامبر آندر تیکر هنگامی وارد رینگ شد که یکی از کشیش‌هایش وارد شدند. آندر تیکر یک آر کی او از اورتن در یک حملهٔ غافلگیرانه را متحمل شد. یکی از کشیش‌ها پدر اورتن بود که کوزهٔ طلایی آندر را به اورتن داده بود که بر طبق استوری لاین آندر هر کسی کوزه را نگه دارد می‌تواند آندر را کنترل کند. اگرچه آندر تیکر هر دوی اورتن‌ها را شکست داد و دشمنی طولانی ۹ ماهه‌شان را پایان داد.
در همان آرماگدون، اورتن در رویال رامبل ۲۰۰۶ به عنوان نفر سی‌ام و نفر آخر وارد رینگ شد، و توسط ری میسترو (Rey Mysterio) حذف شد. میستریو بازی و یک فرصت برای به‌دست آوردن کمربند سنگین‌وزن جهان (Title Shot)، و اورتن او را وادار کرد سر کمربند قهرمانی‌اش در (No Way Out) مسابقه دهد. در هفته‌های پیش از (No Way Out)، اورتن به توهین کردن و کوچک کردن ادی گوررو (Eddie Guerrero)، دوست میستریو که دو ماه پیش مرده بود، تعداد زیادی از طرفداران احساس کردند که بعد از مرگ ادی گوررو در سال ۲۰۰۵ شایعات و حواشی‌ها بی‌جهت و خیلی ناخوشایند بودند اورتن در (No Way Out) بازی را برد و فرصت ری میستریو را بری قهرمانی سنگین‌وزن جهان را در رسمنیا به‌دست‌آورد. مدیر عامل اسمکدان میستریو را دوباره به مسابقهٔ قهرمانی رسلنیا ۲۲ اضافه کرد. همچنین این مسابقهٔ قهرمانی را بین اورتن، میستریو و کورت آنگل (Kurt Angle) قرار داد. در ۲ آوریل، در رسلمنیا ۲۲، اورتن توسط ری مستریو پین شد و ری میستریو قهرمان سنگین‌وزن جهان شد. در ۴، آوریل سال ۲۰۰۶ اورتن برای شصت روز به دلیل رفتار غیر حرفه‌ای از مسابقه دادن محروم شد. در یک مصاحبه، اورتن اظهار کرد، رفتار ناشایست من برای برنده نشدن کمربند قهرمانی بود. زمانی که برگردم دوباره قهرمان خواهم بود. برای پوشاندن محرومیتش، وانمود کرد که مصدوم شد. در طی مسابقه‌ای با کورت آنگل، وی کینهٔ زیادی نسبت به اورتن داشت و آنگل ساق پای او را در مسابقه شکست. در ماه ژوئیه، اورتن گفت محرومیتش به خاطر مصرف ماریجوانا در پشت صحنه بود. اورتن محرومیتش در ماه جون تمام شد و به راو برگشت، که بلافاصله با هالک هوگان دشمن شد و حرف‌های توهین‌آمیز علیه هوگان سال خورده زد و و با دختر ۱۸ سالهٔ او بروک (Brooke) لاس زد. در سامر اسلم، این دو در مسابقه‌ای تحت عنوان افسانه ضد افسانه کش مسابقه دادند که هوگان برنده شد.

#### ریتد-آر کی او و دورهٔ اورتن (۲۰۰۶–۲۰۰۸)
بعد از این که به تازگی در گروه دی جنریشن اکس اصلاحات صورت گرفت و به تگ تیم تبدبل و شروع به کار کرد و باعث از دست‌دادن کمربند دبلیو دبلیو ای ادج در طی دفعات زیاد شدند. ادج خود را به اورتن نزدیک کرد و از او خواست که به او ملحق شود در تیمی علیه دی اکس. اورتن، که کمربند قهرمانی‌اش را به تریپل اچ در سال ۲۰۰۴ باخته بود و کمربندش را تریپل اچ یار قدیمی‌اش تصاحب کرده بود موافقت کرد و تگ تیم ریتد-آر کی او را تشکیل دادند. آن‌ها اولین کسانی شدند که دی اکس را بعد از پیوستن دوباره این گروه، آن‌ها را شکست دادند و سریعاً در بخش تگ تیم برند راو مسلط شدند که قهرمان تگ تیم بشوند. از یک طرف قضیه، آن‌ها با یک صندلی فولادی به ریک فلر حمله کردند تا دی اکس را در ۲۷ نوامبر عصبانی کنند. در (انقلاب سال نو) در مسابقه‌ای برای دفاع کردن از عنوان قهرمانی خود با دی اکس مواجه شدند؛ ولی واضح بود هیچ رقابتی وجود ندارد هنگامی که تریپل اچ از مصدومیت رنج می‌برد. 

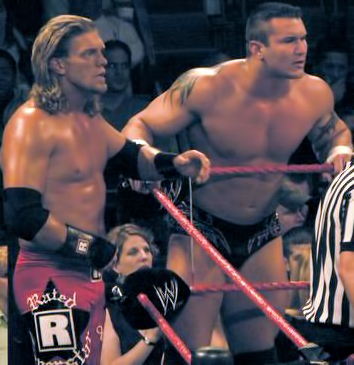
ادج و رندی اورتن

با مصدومیت تریپل اچ و بیرون رفتن او از کمپانی، ریتد-آر کی او رقابت خود را با عضو باقی‌ماندهٔ دی اکس شان مایکلز ادامه دادند. مایکلز با جان سینا، هم تیم شد که آن‌ها ریتد-آر کی او را شکست دادند و کمربندهای قهرمانی تگ تیم تصاحب کردند. اورتن و ادج در ماه‌های بعدی در چند سری از مسابقات به باخت مقابل سینا و مایکلز تن در دادند؛ و دشمنی و کینه‌ای نسبت به همدیگر شکل گرفت. ادج و اورتن رقبای همدیگر شدند در پی اهدافشان برای کسب کمربند قهرمانی دبلیو دبلیو ای و هیچ‌کدام از آن‌ها کمربند قهرمانی بنده نشد؛ و آن‌ها فرصت نامبر وان کانتندر را برای کمربند را در بکلش با باخت در برابر جان سینا از دست دادند. سپس اورتن شخصیت افسانه‌کش خود را دنبال کرد و به شان مایکلز حمله کرد و از حملات مکرر به سر استفاده می‌کرد که شامل یک دی دی تی روی طناب و یک ضربهٔ محکم پا به سر (رانینگ پانت)، اورتن در جاجمنت دی شان مایکلز را شکست داد. هنگامی که شان مایکلز زخمی شده بود و ضربهٔ سختی به سرش وارد شده و گوشهٔ رینگ بیهوش افتاده بود، داور بازی را متوقف کرد و اورتن را برنده اعلام کرد. اورتن حمله‌هایش را ادامه داد تا زمانی که با راب ون دام و ریک فلر و داستی رودز و سرهنگ اسلاگر دشمن شد.
در ۲۲ ژوئیه، اورتن به عنوان نامبر وان کانتندر در (سامر اسلم) برای کمربند قهرمانی دبلیو دبلیو ای سینا نامیده شد. هفته‌های قبل از برنامه‌ریزی‌های شده برای سامر اسلم، اورتن در سه موقعیت جداگانه به سینا حمله کرد با اجرای چند آرکی او روی سینا و در سامر اسلم، اورتن کمربندش را به سینا باخت در این مسابقه سینا بعد از اجرای یک اف یو (این حرکت به AA تغییر کرده است) اورتن را پین کرد. در همان شب در راو اورتن یک مسابقهٔ برگشت برای کمربند درخواست کرد، ولی درخواست او توسط جنرال منجیر راو ویلیام ریگال (William Regal) رد شد. سپس اورتن درخواست خود را پیش آقای مکمون برد و او هم درخواست او را رد کرد مگر اینکه حقانیت خود را ثابت کند. همان شب رندی در بازی سینا دخالت کرد و سینا و پدرش را مورد حمله قرار داد و با وارد کردن ضربهٔ سنگینی به سر پدر سینا که در گوشهٔ رینگ بود، او را بیهوش کرد. اورتن یک بازی برگشت در آنفورگیون برای کمربند کسب کرد و بازی را با قانون عدم صلاحیت (Disqualification) برای ادامهٔ بازی از سوی سینا هنگامی که داشت در گوشهٔ رینگ به اورتن ضربات مشت غیرقانونی وارد می‌کرد و داور دستور به متوقف کردن کار به سینا داد ولی سینا از این کار سر باز زد و اورتن بازی را برد ولی سینا توانست کمربند را نگه دارد در صورتی که اورتن بازی را با پین یا هرچیزی به جز قانون عدم صلاحیت می‌برد کمربند مال او می‌شد. بعد از بازی سینا، روی اورتن اس تی اف را اجرا کرد و به پدرش که در گوشهٔ رینگ ایستاده بود اشاره کرد که به سر اورتن مثل خود اورتن، ضربه بزند و او هم با یک دور خیز به سر رندی ضربه وارد و او را بیهوش کرد. در نو مرسی آقای مکمون کمربند دبلیو دبلیو ای را به اورتن اعطا کرد بعد از مصدومیت سینا و محروم شدن او برای نگه داشتن کمربند به خاطر مصدومیتی که در هفتهٔ پیش پیدا کرد؛ که همچنین دشمنی و استوری لاین اورتن و سینا به پایان رسید. سپس اورتن کمربند را به تریپل اچ در همان شب باخت در ادامه بازی‌های آن شب، اورتن در یک مسابقهٔ آخرین فردی که سرپا ایستاده باشد (Last Man Standing) تریپل اچ را شکست داد و در یک شب دو بار قهمان کمربند شد.
در همان نو مرسی، اورتن دشمنی خود را با شان مایکلز ادامه داد، که‌شان بازگشت خود را در ۸ اکتبر انجام داد و یک سویت چین میوزیک روی اورتن اجرا کرد. این دو همدیگر را در سایبر ساندی همدیگر را ملاقات کردند که حریف اورتن در بازی توسط رأی تماشاگران انتخاب می‌شد و تماشاگران بین شان مایکلز، جف هاردی و مستر کندی به عنوان حریف برای روبرو شدن با اورتن، به‌شان رأی دادند. در بازی رندی با قانون عدم صلاحیت بازی را باخت زمانی که یک لو بلو (Low blow) روی مایکلز اجرا کرد، ولی اورتن کمربند را نگه داشت. در یک برنامه‌ریزی برای بازی برگشت، اورتن در سروایور سریز با موفقیت بازی برای دفاع از کمربند خود را در برابر مایکلز برد، زمانی که اورتن یک آر کی او روی شان مایکلز برای بردن بازی، اجرا کرد. شرط بازی این بود که اگر مایکلز از سویت چین میوزیک استفاده کند مسابقه متوقف می‌شود و به مایکلز هیچ فرصتی برای کمربند دبلیو دبلیو ای داده نمی‌شود، و اما اگر اورتن با حرکت غیرقانونی و با قانون عدم صلاحیت برای ادامه بازی اعمال شود، او کمربند را از دست خواهد داد.
اورتن جف هاردی را برای نگه داشتن کمربند دبلیو دبلیو ای در رویال رامبل شکست داد. به دنبال این و دشمنی دوبارهٔ سینا که دوران مصدومیت را پشت سر گذاشته و برگشته بود و مسابقهٔ رویال رامبل ۲۰۰۸ را هم برد و به جای اینکه از فرصت خود برای بازی در یکی از مسابقات بر سر کمربندهای قهرمانی در رسلمنیا ۲۴، سینا تصمیم گرفت که برای کمربند با اورتن قهرمان کمربند دبلیو دبلیو ای در نو وی اوت روبرو شود. اورتن بازی را باخت بعد از اینکه به عمد حرکت غیرقانونی انجام داد تا کمربند خود را از دست ندهد. در رسلمنیا اورتن توانست باز کمربندش را در مسابقه سه نفره بین خودش و سینا و تریپل اچ نگه دارد. اورتن بازی را با پین کردن سینا بعد از اینکه از تریپل اچ یک پدیگری خورد بازی را برد. در همان ماه در بکلش اورتن کمربندش را به تریپل اچ در یک مسابقهٔ فیتال فور وی الیمینیشن که شامل سینا و جی بی ال هم می‌شد، باخت. بعد از این باخت اورتن کمربند را در جاجمنت دی دوباره پس گرفت. سپس اورتن با تریپل اچ در یک مسابقهٔ آخرین سرپا (Last Man Standing) در سری مسابقات یک‌شبه (One Night Stand) بر سر کمربندش روبرو شد و کمربندش را به تریپل اچ باخت و همچنین استخوان ترقوه اش شکست.

#### قهرمانیدبلیو دبلیوئیو درگیری با شیموسوید برت(۲۰۱۰)
پس از خارج‌شدن اورتن از لگاسی، اورتن اجازهٔ حضور در مسابقه‌ای در (اکستریم رولز) در ماه آوریل در مقابل جک سواگر بر سر عنوان قهرمانی سنگین‌وزن را یافت که او در شکست‌دادن جک سواگر موفق نبود.
بعد از ضربه خوردن از ادج، اورتن مسابقهٔ نامبر وان کاتندر برای قهرمانی دبلیو دبلیو ای را از دست داد، در دبلیو وبلیو ای درافت در راو، او حریف ادج در پیپر ویو (اور د لیمیت) شد، که در نتیجه دابل کان اوت برای این مسابقه اعلام شد. در پیپر ویو (فیتال فور وی) اورتن با جان سینا، ادج و شیمس رقابت کرد برای قهرمانی دبلیو دبلیو ای در یک مسابقهٔ فیتال فور وی، که با دخالت مستقیم نکسز در نهایت شیمس قهرمان جدید شد. در ۱۹ ژوئیه در راو رندی اورتن با شکست‌دادن ادج و جریکو، نامبر وان کاتندر شد و به او مسابقه‌ای برای عنوان قهرمانی دبلیو دبلیو ای در (سامراسلم) دربرابر شیمس داده شد. در سامراسلم رندی اورتن پس از استفاده‌کردن شیمس از صندلی آهنی، پیروز میدان شد اما عنوان را به‌دست نیاورد؛ بلافاصله ضربهٔ شیمس (با صندلی) را جاخالی داد و به او آر کی او زد. ماه بعد اورتن توانست با شکست‌دادن جریکو، ادج، سینا، وید برت و شیمس در نایت آو چمپینز در (مسابقهٔ سیکس پک چلنج الیمنیشن) برای بار هفتم قهرمان جهان شود. پس از شکست‌دادن شیموس در هل این سل، وید برت حریف اورتن شد؛ برت کسی بود که ازجان سینا برای شکست‌دادن اورتن استفاده کرد. اورتن پس از موفق‌بودن در دفاع از عنوان خویش در برگینگ رایتس و سورویور سریز، در۲۲ نوامبر حتی پس از مصدوم شدن اورتن توسط نکسز از ناحیه زانو، اورتن توانست بار دیگر از عنوانش در مقابل وید برت دفاع کند؛ اما بلافاصله پس از مسابقه مستر مانی این د بنک (د میز) وارد رینگ شد و کیف مانی این د بنک خود را کش کرد و اورتن که مصدوم و خسته بود در مقابل د میز شکست خورد.
ریمچ اورتن در (تی ال سی) در (مسابقهٔ تیبل) به نفع د میز با کمک زیاد الکس رایلی به پایان رسید. در هفته‌های بعد اورتن توانست باردیگر با شکست‌دادن شیمس و وید برت در (مسابقهٔ استیل کیج)، اجازه مسابقه‌دادن برای قهرمانی دبلیو وبلیو ای را به‌دست بیاورد. در (رویال رامبل ۲۰۱۱) درمسابقه برای عنوان قهرمانی دبلیو وبلیو ای اورتن توانست به میز آرکی او بزند، اما سریعاً پس از زدن فینشر خود، سی ام پانک وارد رینگ شد و بدور از دید داور به اورتن جی تی اس زد و میز، اورتن را پین کرد پس این بار نیز اورتن برای قهرمان‌شدن ناموفق بود.

#### درگیری با سی ام پانک و نکسوز (اوایل سال ۲۰۱۱)
یک ماه بعد در (الیمنیشن چمبر) اورتن نتوانست پیروز مسابقهٔ الیمنیشن چمبر راو شود. اورتن در هفته‌های بعد همهٔ اعضای نکسز جدید، هاسکی هریس، مایکل مک گلیکاتی، دیوید اتانگا و میسون ریان را با پانت کیک پس از انفرادی مسابقه‌دادن با تمامی آن‌ها، پذیرایی کرد و در نهایت او سی ام پانک را با مصدومیت زانوی پای راستش (بخاطر ضربه‌ای با آچار توسط سی ام پانک) در (رسلمنیا ۲۷) شکست داد. در ۱۱ آوریل ۲۰۱۱؛ مک گلیکاتی، اوتانگا و رایان بازگشتند و باعث شکست‌خوردن اورتن در مسابقه‌ای برای نامبر وان کاتندر برای قهرمانی دبلیو دبلیو ای، شدند. دو هفته بعد، در دبلیو وبلیو ای درافت ۲۰۱۱، اورتن به اسمکدان منتقل شد و در (اکستریم رولز ۲۰۱۱) با شکست‌دادن مجدد سی ام پانک، به درگیری‌اش با سی ام پانک خاتمه داد.

#### بازگشت به اسمکدان و به‌دست آوردن قهرمانی‌های جهانی و درگیری‌های مختلف (۲۰۱۱)
در ۲۹ آوریل شبی از اسمکدان، اورتن کار خود را در کنار کریشن در مقابل آلبرتو دلریو و برودوس کلی، یک مسابقهٔ تگ تیم آغاز کرد. هفتهٔ بعد اورتن فرصتی پیدا کرد تا با قهرمان سنگین‌وزن جهان یعنی کریسچن برای عنوان قهرمانی مسابقه‌ای دهد. او موفق شد کریسچن رو شکست بدهد و برای دومین بار قهرمان سنگین‌وزن جهان شود (هشتمین قهرمانی جهانی اورتن). همچنان وی موفق شد در (اور د لیمیت) و (کاپیتال پانیشمنت) از عنوان خود در مقابل کریسشن دفاع کند. در ماه ژوئیه در پیپر ویو (مانی این د بنک)، کریسشن پس از پرتاب کردن آب دهان خود به صورت اورتن، رندی اورتن با عصبانی شدن کنترل خود را از دست داد و ضربه‌ای که غیرقانونی بود را به کریسشن وارد کرد و دیسکالیفای شد و مطابق شرط بازی که اگر اورتن دیسکالیفای شود، اتوماتیک کریسچن باید قهرمان جدید شناخته شود، پس اورتن عنوان خود را به کریسشن باخت. و بعد از شدت عصبانیت دو آرکی او به کریشن زد. یک ماه بعد، در پیپر ویو (سامر اسلم۲۰۱۱)اورتن در (مسابقهٔ نو هولدز بارد)، به مصاف کریسچن رفت و توانست باری دیگر کریسچن را پین فال کند و عنوان قهرمانیش را پس بگیرد و برای نهمین بار قهرمان شود. در ۳۰ اوت سوپر اسمکدان' رندی اورتن از عنوان قهرمانیش در مقابل کریسچن در یک (مسابقهٔ استیل کیج) دفاع کرد و به درگیرش با کریسچن خاتمه داد. مارک هنری پس از کریسچن حریف بعدی اورتن بود که هر هفته به اورتن حمله می‌کرد و او را مورد ضرب و شتم قرار می‌داد و در نهایت توانست در شب قهرمانان (نایت آف چمپیونز) رندی اورتن را در مسابقه‌ای برای عنوان قهرمانی شکست بدهد و قهرمان جدید سنگین‌وزن شناخته شود. دوهفته بعد در هل این ا سل اورتن در ریمچ خود در شکست‌دادن هنری ناموفق بود و نتوانست دوباره قهرمان شود.
هفتهٔ بعد اورتن با پیروزشدن در مسابقهٔ بتل رویال ۴۱ نفره، توانست اجازهٔ مسابقه‌دادن با مارک هنری را در همان شب به‌دست بیاورد. در همان شب رندی در حال شکست‌دادن هنری بود که با دخالت کودی رودز، اورتن پیروز میدان با دیسکالیفای شد پس عنوان قهرمانی به او داده نشد؛ در نهایت اورتن با پیروزی در مقابل کودی رودز در پیپر ویو ونجنس، انتقام خود را از رودز گرفت. سرانجام اورتن اسمکدان روز ۴ نوامبر در مسابقهٔ استریت فایت با شکست‌دادن کودی رودز به درگیری‌اش با رودز خاتمه داد. درهفته‌های بعد وقتی که اورتن و وید برت به عنوان کاپیتان‌های مسابقهٔ ۵ به ۵ بازمانده‌ها انتخاب شدند، آتش درگیری مجدد این دو سوپراستار جرقه خورد. در اسمکدان ۱۱ نوامبر در مسابقهٔ کاپیتان در مقابل کاپیتان، برت دست در چشم رندی اورتن کرد و توانست بلافاصله اورتن را رول کرده و پین فال کند. اما در ریمچ اورتن در راء ۱۴ نوامبر مسابقهٔ تک به تک اورتن و برت، اورتن آمادهٔ اجرای آر کی او و بردن مسابقه شد که کودی رودز دخالت کرد و در نهایت اورتن مسابقه را با دیسکالیفای پیروز شد.
در سورواویر سریز ۲۰۱۱ تیم اروتون به تیم برت باخت. (بازمانده‌های آن مسابقه وید برت و کدی رودز بودند) ادامه درگیری این دو به فردا شب همان مسابقه در راء کشیده شد و وقتی که وید برت با کوفی کینگستون بازی داشت اورتن حواس برت را پرت کرد. کمی بعد، در ادامه درگیری برت و اورتن در اسمکدان تایم تو بیت چنلج داشتند که برنده انتخاب می‌کرد که در پی پر ویو تی ال سی مسابقهٔ میز، نردبان یا صندلی داشته باشند. هر دو در این چنلج پیروز مسابقه‌هایشان بودند؛ اما اورتن مسابقه‌اش را با حتی دخالت وید برت توانست ۲ ثانیه زودتر ببرد. اورتن بعد از پیروزی‌اش رفت تا با برت درگیر شود اما با فرارکردن برت نظر اورتن به دلف زیگلر جلب شد و با انجام پاور بامب روی او بر روی میز، اعلام کرد که مسابقه میز می‌خواهد. در نهایت او وید برت را در پی پی وی تی ال سی با انجام یک سوپر آر کی او (وقتی‌که برت در هوا بود) روی وید برت بر روی میز، شکست داد.
با شدت‌گیری درگیری‌اش با وید برت در ۲۷ دسامبر در آخرین اسمکدان سال ۲۰۱۱ در حین انجام مسابقهٔ فالز کانت آنی ور در مقابل وید برت رندی اورتن با پرتاب‌شدن از روی پله‌ها به مدت هفته‌هایی مصدوم شد و از رینگ به دور ماند.

#### ۲۰۱۲–۲۰۱۴ (درگیری‌ها و قهرمانی‌ها)
در آخرین اسمکدان سال ۲۰۱۱ رندی اورتن در حین انجام مسابقه با برت مصدوم شد. یک ماه از مسابقات کنار ماند و طبق اعلام WWE، او در ۲۷ ماه ژانویه، آخرین اسمکدان قبل از رویال رامبل بازگشت. اورتن درحالی بازگشت که وید برت در حال صحبت کردن در مورد بازگشت اورتن بود. ارتون به برت حمله کرد و او را مورد ضرب و شتم قرار داد. چند داور WWE آمدند و هرچه تلاش کردند نتوانستند مانع اورتن شوند. چند کشتی‌گیر به کمک برت آمدند و توانستند او را فراری دهند. سپس اورتن به هرکسی که به کمک آمده بود (تایلر رکس، کورتها کیز، ترنت برتا و جیمی و جی یوسو) آر کی او زد. رندی اورتن در رویال رامبل ۲۰۱۲ به عنوان نفر بیست و هشتم وارد شد و در چند دقیقه‌ای که در رینگ بود، جی یوسو و وید برت را به ترتیب به عنوان نفرات بیستم و بیست و یکم حذف کرد و در نهایت بیگ شو را به عنوان نفر بیست و هفتم حذف کرد و بلافاصله خودش نیز توسط کریس جریکو بیست و هشتمین نفری بود که حذف شد. در اسمکدان ۳ ماه فوریه، رندی اورتن دریک مسابقهٔ نو دیسکالیفای به مصاف وید برت رفت و موفق شد انتقام خود را با پیروزی در این مسابقه از برت بگیرد. همچنین اورتن یکی از شرکت‌کنندگان الیمنشن چمبر اسمکدان انتخاب شد.
در ۱۴ فوریه، سوپر شو راء (آخرین راو قبل از الیمنشن چمبر) رندی اورتن به مصاف بیگ شو رفت و تا پای برد پیش رفت اما با حملهٔ دنیل برایان و ضربه زدن با کمربند به سر رندی اورتن نه تنها باعث دیسکالیفای شدن بیگ شو شد بلکه با این ضربه اورتن دچار صدمه و تکان خوردن مغز شد که منجر به بیهوشی می‌شود. با این مصدومیت اورتن مسابقه الیمنشن چمبر را از دست داد و جای او را سنتینو مارلا در یک بتل رویال به حذف کردن ایزیکیل جکسون و دیوید اوتانگا پر کرد. اورتن پس از دو هفته به اسمکدان بازگشت به مصاف دنیل برایان رفت ولی مسابقه‌اش را با دخالت کین با کانت اوت باخت. سپس با کین درگیر شد و در انتها یک چوک اسلم از کین خورد. کین با تحقیر به رندی اورتن گفت بازگشتت را خوشامد می‌گویم!
هفتهٔ بعد در شو راء، اورتن پس از پیروزی کین در برابر آر تروث وارد آرنا شد و با کین درگیر شد و انتقام چوک اسلم هفتهٔ پیش را با یک آر کی او گرفت و سپس به کین که روی زمین درازکش شده بود خیره شد و با حالتی تحقیرآمیز پرسید: این خوشامدگویی بهتر بود یا خوشامدگویی هفته پیش؟ در راء هفته بعد رندی اورتن به مصاف جک سواگر رفت و موفق به پیروزی شد. بعد از مسابقه موزیک کین نواخته شد و رندی منتظر ورود کین شد اما اثری از کین نبود. سپس بعد از چند هفته درگیری، مسابقه‌ای برای آن دو در رسلمینیا۲۸ ترتیب داده شد. اورتن در آن مسابقه حساس موفق به واردکردن ضرباتی دلگرم‌کننده به کین شد و حتی زمانی که در اوج عصبانیت بود به قصد پانت کیک نیز به سمت کین حرکت کرد که ناموفق ماند. او به خاطر اشتباهات فردی پیاپی مسابقه را به کین واگذار کرد. اورتن مدتی بعد در شو اسمک دان سرانجام موفق به شکست دادن کین شد.
در شو اسمکدان هفته بعد، رندی اورتن پس از بازی با مارک هنری، کین را در بک استیج ورزشگاه دید. کین پدر او را زده بود. رندی اورتن با عصبانیت به سمت اتاقی که پدرش در آن بود رفت ولی ناگهان کین از پشت به او حمله کرد. در هفته بعد در شو راو کین، رندی اورتن را در بک استیج دید که پدرش را درون فریزر می‌کند، اما کین برای کمک به پدرش نشتافت. سپس رندی اورتن به کین حمله کرد و انتقام هفتهٔ پیش را از کین گرفت. برای همین بازی آن‌ها در اکستریم رولز ثبت شد. در آن بازی که فالس کانت آنی ور مچ بود کار به داخل آرنا کشید و زک رایدر هم به کین حمله کرد. در اواخر بازی کین به رندی اورتن چوکسلم زد ولی رندی تسلیم نشد. سپس در ادامه کین می‌خواست به رندی اورتن بر روی صندلی فولادی تومبستون بزند اما رندی اورتن بدل کرد و RKO را روی همان صندلی فولادی اجرا کرد و پیروز شد.
در شو راو پس از اکستریم رولز رندی اورتن در یک بازی بیت د کلاک چلنج پس از بدل کردن حملهٔ جک سواگر با اجرای RKO در ۴:۱۶ ثانیه موفق شد علاوه بر برد، رکورد د میز را که ۴:۱۸ بود، بزند. هر که تایم بهتری می‌داشت باید به مصاف سی ام پانک درآور د لیمیت بر سر تایتل WWE می‌رفت. اما رکورد او توسط دنیل برایان که به راحتی جری لالر گزارشگر شو را با یس لاک (لیبل لاک) تسلیم کرد، شکسته شد. با این حال در هفتهٔ بعد راو، او در یک بازی تگ تیم مچ به همراه شیمس در مقابل کریس جریکو و آلبرتو دلریو قرار گرفت. در مسابقه توانست با حرکت RKO آلبرتو دلریو را از رینگ به بیرون پرتاب کند اما در اثر اشتباه شیمس او از وی یک بروف کیک دریافت کرد. در ادامه وقتی شیمس حواسش به رندی جلب شده بود کریس جریکو به او حمله کرد و قهرمان سنگین‌وزن جهان را پین کرد و بازی را برد. در ادامه شیمس به کمک رندی اورتن شتافت و سعی می‌کرد رندی را که در حالت درد است بلند کند اما به علت عصبانیت او از وی یک RKO سنگین دریافت کرد.

در ادامه شو کریس جریکو در بک استیج نزد جان لورینایتیس رفت و به او گفت که من شیمس، قهرمان سنگین‌وزن جهان را پین کردم، پس من باید در پی پی وی Over The Limit با او مسابقه دهم. بعد آلبرتو دلریو آمد و گفت: نه مسابقه من و شیمس بر سر کمربند از قبل تعیین شده. بعد رندی اورتن آمد و گفت: من به او آر کی او زدم پس من باید با او مسابقه دهم. اما آلبرتو دلریو و کریس جریکو به وی حمله کردند ولی شیمس آمد و رندی اورتن را نجات داد. سپس آن دو با هم سرِ زدنِ آر کی او و بروف کیک به یکدیگر بحث می‌کردند که داوران رندی اورتن را از آن جا بیرون بردند. بعد جان لورینایتیس که نظاره‌گر تمام این درگیری‌ها بود گفت: 
ما در پی پی وی Over The Limit یک بازی چهارنفره را خواهیم داشت.
 رندی اورتن در برابر شیمس مقابل کریس جریکو علیه آلبرتو دلریو.}این گونه بود که مسابقه رندی اورتن بر سر تایتل World Heavyweight Champion ثبت شد. یک هفته قبل از آور د لیمیت رندی اورتن مقابل کریس جریکو قرار گرفت. در اواخر بازی آلبرتو دلریو کریس جریکو را زد و بازی به نفع جریکو دیسکوالیفای شد. دلریو وارد رینگ شد و کراس آرم برکر را زد. اما شیمس وارد شد و او را نجات داد. بعد کریس جریکو کد برکر را به دلریو زد. بعد از آن نوبت آر کی او رندی اورتن فرا رسیده بود. پس از آر کی او شیمس هم یک بروف کیک را به دلریو زد.
در هفتهٔ بعد شو راو، او در بازی با کریس جریکو دیسکوالیفای شد و بازی را باخت. در آور د لیمیت او به آلبرتو دلریو و کریس جریکو آر کی او زد اما از شیمس بروف کیک دریافت کرد و باخت. در شب بعد راو، او در حال بازی با آلبرتو دلریو بود و از کریس جریکو کدبرکر دریافت کرد و بازی را با قانون دیسکوئالیفای برد. در اسمکدان همان هفته یک بازی سه نفره برای انتخاب حریف شیمس در نو وی اوت برای مسابقه برای کمربند سنگین‌وزن جهان توسط جانشین جان لورینایتیس انتخاب شد. بازی کین بود دربرابر آلبرتو دلریو در برابر رندی اورتن. در اواخر آن بازی رندی اورتن حرکت RKO را بر روی کین انجام داد. او برای کاور رفت اما آلبرتو دلریو وی را از رینگ به بیرون انداخت و خود کاور کرد و برندهٔ بازی شد. در راو هفتهٔ بعد، پس از بازی که د میز دربرابر کریستین داشت میز شروع به سخن گفتن دربارهٔ خود و قهرمانی‌هایش کرد. او گفت که من در مین اونت رسلمنیای ۲۷ برنده شدم و در رسلمنیای ۲۸ من باعث شدم تا تیم جان لورینایتیس ببرد. من مسابقهٔ قهرمانی با سانتینو مارلا در اکستریم رولز داشتم که ناگهان رندی اورتن وارد شد و د میز به او گفت سر جایت بایست. اما رندی توجه نکرد و به او آر کی او زد.
مدتی بعد او به علت استفاده از داروهای انرژی‌زا به تعلیق درآمد و پی پی وی نو وی اوت و مانی این د بنک را از دست داد. اما او هم‌اکنون به رینگ برگشته است با ظاهر جدید و اولین مسابقه اش را با هیت اسلیتر انجام داد که توانست او را با یک RKO مقلوب کند و پیروز شود؛ و پس از ان درگیری‌های را با دلف زیگلر داشت که در مسابقهٔ نایت اف چمپین با پرتاب دلف به آسمان و انجام یک RKO موفق به شکست او شد. دو هفتهٔ بعد وی مسابقهٔ ۱coutounder با بیگ شو داشت ان مسابقه شکست خورد و از مسابقه بر سر کمربند بازماند. به علت مصرف ماری جوآنا و مصدومیت‌های پی در پی WWE از او به‌طور کامل استفاده نمی‌کرد و مدتی بدون مسابقه خاصی ماند. در شوهای قبل رسلمنیا گروه تازه تشکیل شده The Shield به او و شیمس و بیگ شو حمله می‌کردند و همین باعث شد تا مسابقه شش نفره تگ تیم آن‌ها دربرابر شیلد ثبت شود.
در رسلمنیا در حالی که شیمس تلاش داشت با بیگ شو تگ کند ناگهان رندی اورتن با شیمس تگ کرد و وارد رینگ شد و در حالی که آمده اجرا کردن حرکت RKO روی دین آمبروز (یکی از اعضای شیلد) بود ست رولینر از روی تاپ روپ روی و پرید که ناگهان او RKO را اجرا کرد. اما در عین غافلگیری رومن رینز (یکی از اعضای شیلد) حرکت اسپیر را به دور از چشم داور اجرا کرد و آمبروز کاور کرد و تیم خودش رو پیروز میدان کرد. پس از مسابقه رندی به اعتراض به بیگ شو گفت که چرا به کمک او نیامده و بیگ شو ناک اوت پانچ را روی او اجرا کرد. در شوهای بین رسلمنیا ۲۹ و اکستریم رولز ۲۰۱۳ رندی و بیگ شو با هم درگیر شدند. این مجادله تا جایی ادامه داشت که مسابقه آن‌ها در اکستریم رولز ۲۰۱۳ به صورت اکستریم رولز مچ ثبت شد و هر دو کشتی‌گیر منتظر اثبات قدرت و توانایی‌های خود هستند تا جایی که رندی اورتن حدود ۳ بار قهرمان سابق ایالات متحده را شکست داد. در این مسابقه مهیج رندی اورتن با پیاده کردن حرکت SKULL KICK بردی را به یاد ماندنی برای خود به رقم زد پس از شکست دادن بیگ شو او درگیری خود را با گروه شیلد (دین امبروز، سث رولنز و رومن رینز) شروع کرد ولی این بار با گروه Hell NO.
این سه کشتی‌گیر با شکست دادن گروه شیلد آماده انجام مسابقه‌ای در پی پی وی پی بک شدند که در آن بازی کین به مصاف دین امبروز بر سر قهرمانی US رفت و رندی اورتن و دنیل برایان(TEAM RKNO) به مصاف دیگر اعضای گروه شیلد (رومن رینز و سث رالنز) رفتند و آن بازی بر سر قهرمانی تگ تیم بود که گروه شیلد برد دیگری را برای خود به رقم زد و رندی اورتن در آن بازی به عنوان بازنده بیرون آمد. پس از ان رندی اورتن با دنیل بریان سه بار مسابقه داد که در آن بازی‌ها رندی اورتن یک بار برنده شد و دو دفعه باخت. سپس اورتن به خواستهٔ استفنی مکمن وارد مسابقهٔ مانی آیند بانک شد و در ان بازی پس از زدن یک RKO به راب ون دم برندهٔ بازی شد و او حالا با لقب MR.MONEY IN THE BANK در WWE حضور دارد. در PPV سامر اسلم او توانست پس پیروزی دنیل برایان دربرابر جان سینا در مسابقه قهرمانی WWE چمدان مانی این د بنک خود را کش کند و قهرمان جدید WWE شود. کار رندی اورتن پس از کش کردن ساده بود زیرا قبل از آن دنیل برایان از Triple H پدیگری دریافت کرده بود. مسابقه دنیل برایان و رندی اورتن نیز برای PPV بزرگ Night of Champions ثبت شد. اورتن در ppv Night of Champions کمربند wwe را به دنیل برایان واگذار کرد.
در شوی راو پس از PPV قائم مقام کمپانی تریپل اچ، کمربند WWE را از دانیل برایان پس گرفت زیرا داور بازی اورتن و بر این بازی را به نفع دانیل سریع تمام کرده بود. پس از ان گزارشگر کمپانی مایکل کول اعلام کرد که REMATCH رندی با بر این برای PPV BATTLEGROUND ثبت شد. اما در PPV BATTLEGROUND بیگ شو با KO کردن داوران اورتن و بر این مسابقه در بی پایان گذاشت و REMATCH در PPV HELL IN CELL موکول شد. در شو راو قبل از Hell In A Cell شان مایکلز با رأی تماشاچیان داور مسابقه رندی و برایان در هل این ا سل شد و در پی پر ویو Hell In A Cell بعد از این که برایان ضربه سنگینی به تریپل اچ وارد کرد شان مایکلز ضربه‌ای به او زد و باعث پیروزی رندی در مقابل برایان شد و رندی برای بار یازدهم قهرمان جهان شد.
بعد از اینکه بیگ شو توسط کمپانی بارها تحقیر شد سرانجام اخراج شد اما تصمیم گرفت شکایت‌نامه‌ای علیه کمپانی تهیه کند که اخراجش غیرقانونی بوده است. در قسمت ۴ نوامبر راو، بیگ شو شغلش در دبلیودبلیوئی را پس گرفت و به تریپل اچ گفت تنها در صورتی به پیگیری پرونده خاتمه می‌دهد که یک مسابقه قهرمانی دبلیودبلیوئی در مقابل رندی اورتن در سروایور سریز داشته باشد. تریپل اچ هم برخلاف میل باطنی خود، این پیشنهاد را پذیرفت. در هفته بعد در راو برد مادوکس (مدیر برند راو) و ویکی گرورو (مدیر برند اسمکدان) مسابقه نابرابر ۲ به ۱ برای رندی در مقابل کودی رودز و گولداست برای وی تشکیل دادند اما رندی در اوایل مسابقه رینگ را ترک کرد اما بیگ شو به وی حمله کرد و روی میز به او چوکسلم زد و شانه ارورتون صدمه دید.
یک هفته مانده به سوایور سریز در راو رندی برای تلافی با بردمادوکس مسابقه داد و وی را راهی بیمارستان کرد. او در سوایور سریز در مقابل بیگ شو سر کمربند wwe با دخالت تریپل اچ مسابقه را پس از اجرا Rko و skull kick مسابقه را برد. شب بعد در راو هنگامی که رندی اورتن جشن گرفته بود جان سینا قهرمان کمربند سنگین‌وزن جهان وارد رینگ شد و گفت: 
الان در این رینگ دو قهرمان جهان وجود دارد اما الان وقت این است که یک قهرمان وجود داشته باشد و من در این مسابقه هر دو کمربند رو در TLC میخواهم.
رندی به مسابقه سر هر دو کمربند علاقه‌ای نداشت ام مسابقه در TLC سر هر دو کمربند ثبت شد همان شب مسابقه تگ تیم بین اورتن و دل ریو مقابل سینا و بیگ شو گروه سینا و بیگ شو برنده شو اما بعد از مسابقه اورتن با کمربند wwe ضربه سنگینی به جان سینا وارد کرد و هر دو کمربند را بالا برد و به همگان نشان داد. 
هفته بعد در مراسم امضای قرار داد تریپا اچ گفت هر دو کمربند ارزش زیادی دارند، افراد بزرگی مانند دراک استون کلد و هالک هوگان کمربند wwe را در دست داشته‌اند و کسانی مانند ریک فلیر شان مایکلز ادج کمربند سنگین‌وزن جهان را داشتند و اورتن و سینا وارد رینگ شدند. پس از امضا قرار داد سینا به اورتن حمله کرد و به او روی میز aa زد. هفته بعد در مراسم اسلامی اووردز جان سینا و اورتن یک بار دیگر با یک دیگر رو به رو شدند در رینگ ۲۰ تن از کسانی که هر دو کمربند را گرفته‌اند بودند رندی اورتن به همه گفت تمام کسانی که الان در رینگ هستند از من شکست خوردند و اورتن شان مایکلز و میک فولی (همان کاکتوس جاک و دو لاو) را مثال زد جان سینا گفت که این آخرین باری هست مه دو قهرمان جهان در یک رینگ قرار می‌گیرند و با اورتن دست داد اما رندی به سینا حمله کرد سی ام پانک برای جدا کردن آن‌ها آمد اما رندی ضربه‌ای به او وارد کرد و پانک به رندی حمله‌ور شد و او را زد شان مایکلز به پاک سوپر کیک زد و دنیل بر این به مایکلز رانینگ‌های نی زد اورتن برای rko زدن به بر این آمد آمد بر این او را هل داد و او به استفانی مکمن همسر ترپل اچ برخورد کرد و او بیهوش شد و تریپل اچ به رندی پدگیری زد.
در اسمکدوان همان هفته رندی ارتون از تریپل اچ و همسرش معذرت خواهی کرد و تریپل اچ هم اورتن را بخشید. در tlc اورتن توانست جان سینا را در مسابقه سر هر دو کمربند شکست دهد و champion of champions شود. رندی اورتن در پی پر ویو رویال رامبل ۲۰۱۴ در مسابقه ریمج کمربندهای دبلیو دبلیو ای و سنگین‌وزن در مقابل جان سینا پیروز شد و کمربند هارا نزد خود نگه داشت. او در پی پر ویوی الیمنیشن چمبر ۲۰۱۴ به مصاف دنیل برایان، جان سینا، سزارو، کریسشن، شیمس رفت و توانست از عنوان‌های خود دفاع کند و حریف باتیستا در مین ایونت رسلمنیا سر کمربندهای دبلیو دبلیو ای سنگین‌وزن جهان قرار بگیرد. اما او در رسلمنیا کمربند را به دنیال بر این باخت و عنوان wwe whc را از دست داد.

#### بازگشت اولوشن و درگیری با گروه شیلد (۲۰۱۴)
پس از شکست در رسلمنیا رندی و باتیستا و ترپل اچ به بر این حمله کردند، اما شیلد که به تازگی فیس شده بود به کمک او آمد. در شب بعد از رسلمنیا شیلد در مسابقه‌ای که داشت رندی باتیستا و ترپل اچ به آن‌ها حمله کردند و این شروعی دوباره برای گروه اولوشن بود این دو تیم در اکستریم رولز مسابقه دادند اما د شیلد برتر بود و پیروز شد. باتیستا که یکی از اعضای گروه اولوشن بود از این گروه کناره‌گیری کرد. کمپانی را ترک کرد به جای باتیستا سث رالینز عضو سوم گروه اولوشن شد. او با خیانت به گروه شیلد از این گروه خارج شد و به گروه اولوشن پیوست.
از درگیری‌های جدید این گروه می‌توان به (دالف زیگلر) اشاره کرد. تریپل اچ بخاطر وفاداری اورتن به او یک مسابقه نبردبان در پیپرویو مانی ان د بنک سر کمربند بدون صاحب داد (کمربندها بخاطر مصدومیت دنیل بر این از او گرفته شده بود) دو هفته بعد در راو تریپل اچ کین را به این مسابقه اضافه کرد تا به رندی کمک کند. ورندی به مصاف جان سینا البرتو دل ریو شیمس بری وایت آنتونیو سزار و رومن رینز و کین رفت. بعد از اینکه شیلد به‌طور کلی از هم پاشید رندی که حالا عضو تیم آتورتی بود چندین بار با رومن رینز مسابقه داد که تقریباً در همه آن‌ها رندی شکست خورد. پس از اتمام درگیریش با رومن رینز با کریس جریکو درگیر شد و یکی دو مسابقه با او داد.
پس از آن رندی به همراه سث رالینز و کین در مقابل جان سینا و دین امبروز که برای مسابقه با سث رالینز با هم درگیری داشتند چند مسابقه دادند که اکثر مسابقات با قانون عدم صلاحیت به پایان رسید. ترپل ایچ یک مسابقه برای جان سینا و دین امبروز ترتیب داد که برنده این مسابقه قرار بود با سث رالینز مسابقه دهد رندی که مغروریت سث رالینز را دید از ترپل ایچ درخواست کرد تا با بازنده مسابقه سینا با امبروز مسابقه دهد تا ثابت کند از رالینز چیزی کم ندارد ترپل ایچ هم پذیرفت. سینا در مسابقه با امبروز شکست خورد و قرار شد در پی پی ویو هل این سل با رندی مسابقه دهد. در راو قبل از هل این سل ترپل ایچ اعلام کرد که برنده مسابقه سینا با رندی به مساف براک لسنار که قهرمان جهان بود خواهد رفت.
در آخرین مسابقه قبل از هل این سل یک مسابقه نابرابر سه به دو میان اورتن، رالینز و کین در مقابل سینا و امبروز صورت گرفت که در آخر مسابقه به دستور مدیر اجرایی کمپانی کین قفس هل این سل پایین آمد و سعی داشتند جان سینا رو در قفس زندانی کنند ولی امبروز خود را به داخل قفس رساند اما با این حال با زدن یک ار کی او روی دین امبروز مسابقه به نفع تیم آتورتی تمام شد ولی بلافاصله پس از اتمام مسابقه سث رالینز (هم تیمی رندی) یک کوربستومز روی رندی انجام داد و به بالای قفس رفت و ادعا کرد که بهترین است. در هل این سل جان سینا از روی تاپ روپ یک ای ای روی رندی زد که رندی روی میز افتاد و جان سینا نامبر وان کانتیندر شد.
بعد از هل این سل مسابقه‌ای تیمی برای سری وایور سریز ترتیب دادند که قرار شد یک تیم پنج نفره جان سینا برای خود تشکیل دهد و یک تیم پنج نفره رالینز برای خود تشکیل دهد. رندی اورتن از عضویت در تیم رالینز به خاطر کورب استومزی که از رالینز خورده بود خودداری کرد ولی بعد از این که وینس مکموهان اعلام کرد که اگر تیم سث رالینز مسابقه را ببازد باید ترپل ایچ از ریاست کنار رود ترپل ایچ با یک پیشنهاد خوب رندی را حاضر به عضویت در تیم رالینز کرد ولی اورتن گفت به شرطی عضو تیم رالینز می‌شوم که با رالینز یک مسابقه دهم ترپل ایچ هم قبول کرد. در مسابقه رالینز با اورتن چند فرصت برای پیروزی اورتن پیش آمد ولی در پایان مسابقه وقتی رندی داشت ار کی او می‌زد رالینز حرکتش را بدل کرد وبا یک رول رالینز پیروز مسابقه شد. بعد از اتمام مسابقه رندی با تمام اعضا آتورتی دست ولی وقتی داشت با رالینز دست می‌داد یک آر کی او به رالینز زد و تمام اعضا آتورتی را از رینگ بیرون کرد ولی وقتی داشت آماده می‌شد که حرکت پنت کیک را به سث رالینز وارد کنه ترپل ایچ وارد شد و جلوی اورتن را گرفت ولی بلافاصله رندی یک ضربه محکم به ترپل ایچ زد و ترپل ایچ عصبانی شد و به آتورتی دستور داد تا کار اورتن را تمام کند. کین سر رندی را روی پلکان فلزی قرار داد و رالینز یک کوربستومز به او زد، رندی سرش مصدوم شد و با برانکارد از سالن خارج شد.

#### بازگشت به دبلیودبلیوئی و درگیری با سث رالینز، شیمس، لزنر و وایت فمیلی
راولیست لین ۲۰۱۵ رندی اورتن در مسابقه تیمی که سث رالینز داشت به اعضاء سازمان (آتورتی) حمله کرد و بر روی کین، جان مرکری، جیمی نوبل RKO زد.
در راو بعد فست لین اورتن با درخواست سازمان به آن‌ها پیوست و درگیری خود را با سث رولینزپایان داد.
راو ۲ مارس وقتی که جان استوارت (مجری برنامه دیلی شو که با رالینز مشکل‌هایی پیدا کرده بود) در رینگ حاضر شد تا با رالینز صحبت کند وقتی که رالینز قصد انجام کرب استامپ را روی وی کرده بود رندی اورتن وارد سالن شد و موجب حواس‌پرتی رالینز شد و استوارت لو بلو را به رالینز زد.
رالینز که از این حرکت اورتن عصبانی بود در پشت صحنه با رندی بحث می‌کرد که اورتن به او گفت:من کمک تو کردم اگه او رو می‌زدی حتی ممکن بود از کمپانی اخراج شی.
رالینز که همان شب با رومن رینز مسابقه داشت اورتن با دخالت در مسابقه به نفع وی او را برنده کرد.
هفته بعد راو ۹ مارس وقتی اعضاء سازمان کاملاً به اورتن اعتماد کرده بودند اورتن در مسابقه نابرابر رالینز و اورتن مقابل رومن رینز وقتی رالینز قصد تگ کردن با اورتن را داشت رندی عقب کشید و پس از اتمام مسابقه رندی انتقام مصدوم شدنش را از رالینز گرفت.
هفته بعد در راو رندی رالینز را برای یک مسابقه تک به تک در رسلمنیا چلنج کرد رالینز این چلنج را به شرطی که رندی امشب در راو با وی مسابقه دهد قبول کرد. در مسابقه این دو رالینز همراه با تمام اعضاء سازمان (آتورتی) وارد شد و قصد حمله کردن به اورتن را داشتند که چراغ‌های سالن خاموش شد و استینگ (که با لیدر سازمان تریپل اچ در رسلمنیا مسابقه داشت) وارد شد و به کمک اورتن شتافت و اعضاء سازمان نا موفق مانند.
در رسلمنیا رندی اورتن با سث رالینز مسابقه داد و این مسابقه که جیمی نوبل و جان مرکری به نفع سث رالینزدخالت کردند اما اورتن جواب دخالت آن‌ها را با RKO داد در اواخر مسابقه سث رالینز
که موقعیت انجام کرب استامپ را داشت اما رندی با یک بدل زیبا که به RKO منجر شد مسابقه را برد.
شب بعد در راو ۳۰ رندی که هنوز از زمانی که سال گذشته در رسلمنیا کمربندWWE WHC را به دنیل براین واگذار کرده بود ریمچ خود را نگرفته بود
درخواست مسابقه سر کمربند wwe whc را که از آن سث رالینز (که در رسلمنیا ۳۱ مانی این د بنک خود را کش کرد قهرمان کمربند wwe whc را به‌دست آورده بود) درخواست کرد اما سث رالینز
درخواست وی را رد کرد و به وی گفت:
بهتر است برای امشب دو هم تیمی برای خود پیدا کنی چون مقابل من و کین و بیگشو مسابقه خواهی داشت.
رندی اورتن و رایبک و رومن رینز به مصاف سث رالینز و کین و بیگشو رفتند و برنده شدند.
شب بعد در اسمکدوان رندی اورتن دوباره خواستار مسابقه برای کمربند WWE WHC مقابل سث رالینز وکین مدیر اجرایی کمپانی این مسابقه را در صورتی که در همان شب بیگشو را شکست دهد یک مسابقه برای کمربند WWE Whc در اکستریم رولز(۲۰۱۵) به مصاف سث رالینز خواهد رفت.
رندی اورتن همان شب بیگشو را با قانون DQ برد و آتورتی به رندی پس از اتمام مسابقه حمله کرد اما رایبک به کمک اورتن آمد و آتورتی ناکام ماند.
در راو ۶ آپریل سث رالینز یکبار دیگر هم برای اورتن شرط گذاشت یک مسابقه سه نفره که برنده آن در اکستریم رولز ۲۰۱۵ سر کمربند Wwe Whc با رالینز مسابقه دهد در آن مسابقه رندی اورتن مقابل رومن رینز و رایبک رفت که دز در آن مسابقه با اجرای RKO روی رایبک برنده شد اما پس از اتمام مسابقه از سث رالینز کرب استامپ را دریافت کرد.
هفته بعد راو رندی اورتن و رالینز هر دو در مسابقه‌هایی شرکت داشتنند برنده مسابقه‌ها می‌توانستند شرطی را برای مسابقه‌شان در اکستریم رولز تعیین کنند رندی اورتن به مصاف سزارو رفت که این مسابقه با دخالت تایسون کید به نفع رندی اورتن DQ شد اما مدیر اجرایی کمپانی کین این مسابقه را دوباره به صورت ناگهانی تشکیل داد.
رندی اورتن مقابل سزارو و تایسون کید
رندی این مسابقه را برد و شرایط تعیین شرط برای مسابقه با سث رالینز رو گرفت.
سث رالینز که قرار بود با دالف زیگلر مسابقه دهد تا بتواند شرط تعیین کند از مدیر اجرایی کمپانی کین خواست که در مقابل خود کین مسابقه دهد و کین نیز قبول کرد (سث رالینز از کین می‌خواست که کین بخوابد تا سث او را پین کند) اما کین در مسابقه به سث رالینز چوکسلم زد اما وی را پین نکرد و خوابید و دست رالینز رو روی خود انداخت و پین شد.
در آخر راو همان شب که زمان تعیین شرط بین رالینز و رندی بود رالینز اینچنین شرط گذاشت:
رندی در اکستریم رولز من بزرگ‌ترین سلاحت رو ازت می‌گیرم تو اکستریم رولز تو حق استفاده از RKO رو نداری.

و رندی نیز چنین شرط گذاشت:
من هم بزرگتریت سلاح تو رو ازت خواهم گرفت اما بزرگ‌ترین سلاح تو چیه؟ بزرگ‌ترین سلاح تو آتورتی هستن پس ما در اکستریم رولز مسابقه Steel Cage (قفس فولادی) خواهیم داشت.
و پس از اون به محافظان سث رالینز (جان مرکری و جیمی نوبل) RKO زد و این شو به اتمام رسید.
شو راو هفته بعد که آخرین راو قبل از مسابقه رندی اورتن و سث رالینز در اکستریم رولز بود مسابقه‌ای که سث رالینز می‌توانست اولین دفاع از اولین قهرمانی جهانیش را در مقابل رندی اورتن بکند اما سث کار سختی داشت او باید به مصاف ۱۲ بار قهرمان جهان می‌رفت که حتی می‌توانست ۱۳ را نیز کسب کند. رندی اورتن تصمیم گرفت که با اقداماتی باعث نگرانی سث رالینز شود رندی در اول شو راو قول داده بود که امشب هر استاری را در بک استیج ببیند RKO می‌زنند و قبل از اتمام شو راو رالینز نیز این فینیشر را دریافت می‌کند و همین‌طور نیز به قول خود عمل کرد رندی اورتن به New day (کوفی کینگستون، خاویر وودز)، د میز، هیت اسلاتر و رالینز RKO زد.
در اکستریم رولز رندی اورتن برخلاف عملکرد خوبش در این مسابقه با اقداماتی که کین انجام داد بازی را واگذار کرد.
شب بعد از اکستریم رولز رندی اورتن دوباره خواستار مسابقه برای کمربند با رالینز شد و رومن رینز هم مسابقه می‌خواست کین مدیر اجرایی کمپانی یک نظرسنجی دربارهٔ حریف رالینز در پی بک برگزار کرد و گزینه مسابقه سه طرفه رندی اورتن مقابل رومن رینز مقابل سث رالینز در پی بک برای کمربند WWE WHC ثبت شد در مین اونت همان شو رندی و رومن رینز مقابل کین و رالینز رفتند که با RKO رندی اورتن بر روی سث رالینز به نفع رندی اورتن و رومن رینز شو راو به اتمام رسید.
در اسمکدان بعدی سث رالینز مقابل دین امبروز باخت و دین امبروز نیز وارد مسابقه شد و مسابقه به یک مسابقهٔ چهار نفره تبدیل شد. در شوی راء بعد از این ماجرا تریپل ایچ اعلام کرد که اگر سث رالینز در این مسابقه کمربند خود را از دست دهد، کین هم از سمت مدیر اجرایی بر کنار خواهد شد.
در پی پر ویوی پی بک رندی اورتن مقابل سث رالینز، دین امبروز و رومن رینز قرار گرفت. کین هم به خاطر حفاظت از مقامش بارها در مسابقه اختلال ایجاد کرد. از صحنه‌های جالب این مسابقه این است که رندی میز گزارشگران را خالی می‌کند و آماده است تا سث رالینز را روی آن بشکند ولی سث رالینز این اجازه را به او نمی‌دهد و در ادامه از رومن رینز هم کنک می‌خورد. زمانی که رندی اورتن بر زمین افتاده، سث رالینز و دین امبروز و رومن رینز در حال نگاه به یکدیگر هستند و با اینکه دیگر در یک گروه نیستند ولی با این حال حرکت بمب سه نفره‌ای را که در گروه شیلد انجام می‌دادند، بر روی رندی اورتن بر میز گزارشگران انجام دادند. در اواخر بازی، رندی محافظان جی و جی و کین را با استفاده از RKO ناک اوت کرد ولی در آخر سث رالینز فینیشر تریپل ایچ، پدگیری را اجرا کرد و موفق به شکست رندی اورتن شد و او باز هم از رسیدن به کمربند دبلیو دبلیو ای سنگین‌وزن جهان ناکام ماند.
رندی در چهار هفته بعد از بتل گراند یک مسابقه سه نفره باکوین اونز و سزارو انجام داد که برنده می‌توانست به مصاف سث رالینز برای تایتل جهانی درمین ایونت شو برود که رندی برنده شد و درمین ایونت به مصاف سث رالینز رفت پس ازاینکه پدیگری رالینز را بدل کرد روی رالینز rkoانجام داد زمانی که می‌خواست برای کاور برود شیمس وارد شد و به رندی حمله کرد ورندی با قانون سلب صلاحیت برنده شد اما کمربند دردستان رالینز باقی ماند پس از مسابقه شیمس ضرباتی به رندی زد و سپس به رالینز بروگ کیک زد و سپس می‌خواست تا چمدان مانی این دبنکش را کش کند و داور با او بحث کردکه رندی سر رسید و به شیمس RKO زد.

#### جدایی برندها و درفت به اسمکدان
او در اولین اسمکدانی که به صورت زنده برگزار می‌شد در ۱۹/۷/۲۰۱۶ به اسمکدان درفت شد و در اسمکدان لایو ۲۶/۷/۲۰۱۶ به عنوان رقیب براک لزنر در سامراسلم انتخاب شد
در پی پر ویو سامر اسلم ۲۰۱۶ بعد از مصدومیتی چند ماهه به مصاف براک لزنر رفت که متأسفانه از ناحیه سر خون‌ریزی شدیدی کرد و براک لزنر با ناک اوت برنده بازی شد.
پس از آن او وارد استوری جدیدی با بری وایت شد. او باید در بکلش (۲۰۱۶) به مصاف وایت می‌رفت که به علت مصدومیتی که در سامراسلم (۲۰۱۶) برایش پیش آمده بود نتوانست با او مسابقه دهد و به جای او کین با بری مسابقه داد. اما در اسمکدانهای هفته‌های بعد بارها با بری وایت و اریک روئن درگیر شد.
در آخرین اسمکدان پیش از نومرسی (۲۰۱۶) اریک روئن از ناحیه گردن مصدوم شد ولی لوک هارپر از مصدومیت بازگشت و در مسابقه وایت با اورتن در نومرسی (۲۰۱۶) دخالت کرد و باعث برد وایت شد.
در هفته بعد اورتن و کین به مصاف وایت و هارپر رفتند که در آن مسابقه هنگامی که اورتن می‌خواست با کین تگ کند ناگهان چراغ‌ها خاموش شد و وقتی روشن شد کین غیب شده بود و هارپر به جای کین ایستاده بود و رندی که حیرت‌زده شده بود ناگهان با سیستر ابیگل سریع وایت رو به رو شد و آن مسابقه را واگذار کرد. در هفته بعد اورتن به مصاف هارپر رفت که در آن بازی بری دخالت کرد و در حالی که داشت حواس اورتن را پرت می‌کرد ناگهان کین از تابوتی که در کنار رینگ بود بیرون آمد و با وایت در گیر شد و وقتی اورتن و کین می‌خواستند به وایت و هارپر RKO و چوکسلم بزنند ناگهان چراغ‌ها خاموش شد و وقتی روشن شد وایت فمیلی غیب شده بودند. در هفته بعد کین به مصاف وایت در یک مسابقه بودن قانون رفت که ناگهان اورتن وارد شد و در کمال تعجب به کین RKO زد و باعث برد وایت شد. و او سپس در شو اسمکدان هفتهٔ بعد اعلام کرد که به گروه وایت پیوسته است.

#### قهرمانی WWE و درگیری با جیندرماهال
او در رویال رامبل ۲۰۱۷ با حذف کردن رومن رینز توانست پیروز شود. و بعد از مدتی گروه وایت فمیلی از هم پاشیده شد و رندی اورتن در رسلمنیا ۳۳ توانست کمربند دبلیودبلیوئی را از بری وایت بگیرد اما در بکلش ۲۰۱۷ رندی اورتن مقابل جیندر ماهال باخت و کمربند را از دست داد. او در بتلگراند(۲۰۱۷) در یک مسابقه زندان پنجابی به جیندر باخت و از پس گرفتن کمربندش بازماند.

#### قهرمانی کمربند ایالات متحده
او در رویال رامبل ۲۰۱۸ به عنوان نفر بیست و چهارم وارد شد و همچنین توانست آندراده آلماس را از رینگ بیرون بیندازد ولی توسط رومن رینز حذف شد. او در فست لین ۲۰۱۸ با بابی رود قهرمان کمربند us مسابقه داد و او را شکست داد و توانست قهرمان جدید کمربند us شود و همین‌طور به مقام گرنداسلم هم برسد. ولی در رسلمنیا ۳۴ در مسابقه چهار نفره مقابل بابی رود و جیندر ماهال و روسف کمربند را به جیندر ماهال باخت. او در رویداد بزرگ‌ترین رویال رامبل که در عربستان برگزار شده بود حضور داشت. او در رویال رامبل ۵۰ نفره حضور یافت و به عنوان نفر سی و پنجم وارد رینگ شد او توانست موجو راولی، کارل اندرسون، آپولو کروز و بارن کوربین را حذف کند اما سرانجام او توسط الایس حذف شد. رندی اورتن در بکلش ۲۰۱۸ از ریمچ خود برای تایتل us استفاده کرد و مقابل جف هاردی قهرمان این کمربند قرار گرفت ولی او در این مسابقه باخت و همین‌طور به مدت دو ماه تا سه ماه مصدوم شد. رندی اورتن هم‌اکنون در مصدومیت به سر می‌برد.

#### فیود و درگیری با ای جی استایلز
در چندین شو قبل از المینشن چمبر ۲۰۱۹ در یک مسابقه گاتنلنت مچ با حضور رندی اورتن و جف هاردی و کوفی کینگستون و ساموآ جو و دنیل برایان (قهرمان کمربند WWE) و ای جی استایلز، ای جی با حذف کردن کوفی منتظر آخرین نفر یعنی رندی بود، اما وقتی تم رندی پخش شد او از پشت به استایلز RKO زد و از آنجا این درگیری شروع شد. در المینشن چمر نیز ای جی رندی را در اتاق حذف دبلیو دبلیوای حذف کرد و این درگیری رو گسترش داد. در فست لین ۲۰۱۹ هیچ مسابقه ای برای این دو نبود اما با این حال در هنگام اجرای الایس لیسی ایوانز (سوپراستار زن NXT) وارد شد و حواس الایس رو پرت کرد و در این هنگام رندی با یک RKO به استقبال الایس رفت اما این پایان کار نبود و ای جی از تاپ روپ با یک فنامنال فور آرم رندی را غافلگیر کرد. در شوی اسمکدان ۱۲ مارس رندی دربارهٔ کریر خود و ای جی در حال صحبت بود که ای جی وارد شد و با رد کردن حرف‌های رندی او را برای رستلمانیا ۲۰۱۹ چلنج کرد اما رندی جوابی نداد و سالن را ترک کرد.

## شخصیت و گیمیک‌های رندی اورتن

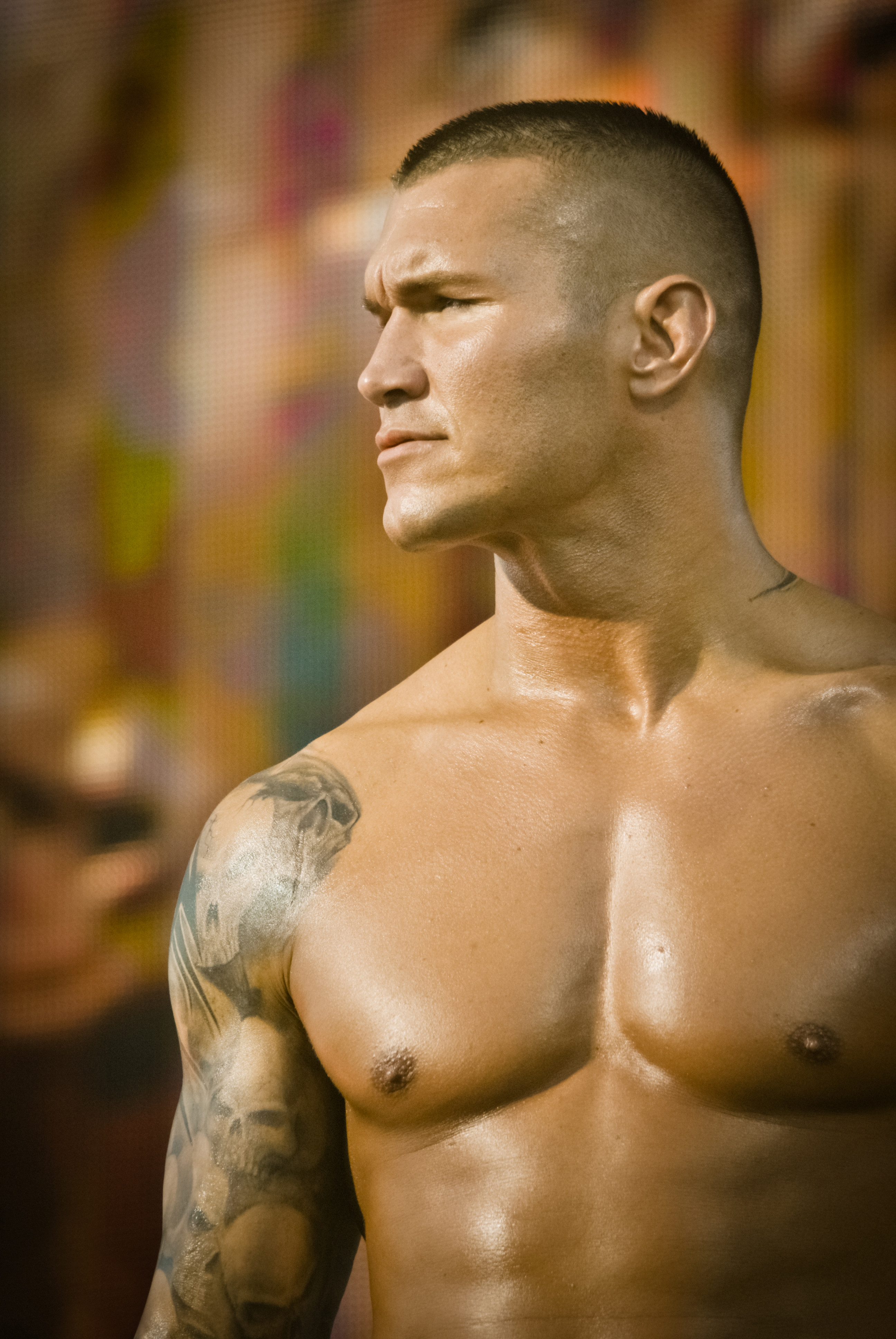
رندی اورتن در سال ۲۰۱۰

پس از جدایی از تیم ریتد-آر کی او، رندی اورتن با شخصیت قاتل اسطوره‌ها کار خود را دنبال کرد. سپس رندی از کاراکتر قاتل اسطوره‌ها به کاراکتر افعی The Viper تغییر شکل داد. اورتن در کاراکتر قاتل اسطوره‌ها یک شخصیت طغیان‌گر، گستاخ و جسور بود و گاهی حریف را به تمسخر می‌کشید. اما پس از تغییر شخصیت به کاراکتر افعی، رندی خیلی آرام و خونسرد و با اباهت کار خود را دنبال می‌کند و درست مانند یک مار افعی آرام رفتار می‌کند و در نهایت حریف را مغلوب می‌کند. به عقیدهٔ بسیاری از کارشناسان دنیای کشتی، شخصیت افعی رندی اورتن بسیار شبیه به شخصیت استون کلد استیو آستین Stone Cold Steve Austin اسطورهٔ دنیای کشتی کج و کمپانی WWE شده است. استیو آستین هم رفتاری آرام و خونسرد داشت و در عین حال ناگهان حریف را غافلگیر می‌کرد.
اما در حال حاضر رندی شخصیت جدیدی را دنبال می‌کند که به اِیپکس پردیتور Apex Predator یا به اصطلاح بی‌نهایت درنده معروف شده است. در شخصیت جدید، به نظر می‌رسد رندی به اوج پختگی و بلوغ دوران حرفه‌ای خود در کشتی رسیده است. وی برای اولین بار در کمپانی WWE ظاهر همیشگی خود را تغییر داد و با گذاشتن محاسن، سیمایی جدید از خود نمایان کرد. چیزی که مشخص است این است که رندی به‌دنبال ساختن شخصیت مستقل خود است و در این راه سعی دارد سایهٔ سنگین اسطوره‌ای مثل استون کلد استیو آستین را از خود دور کند. در حال حاضر می‌توان گفت اورتن به خوبی از پس این کار برآمده است و سبک بازی، رفتار، ظاهر و دیگر خصلت‌هایش ارتقاء یافته و رو به تکامل است. می‌توان به جرئت گفت که در مدتی که چهرهٔ فیس بود یکی از محبوب‌ترین ستارگان کمپانی WWE به حساب می‌آمد.
به‌طور کلی رندی در طی مدتی که در دبلیو دبلیو ای کار بوده، هرگاه یا یکی از هیل‌ترین‌ها بوده یا یکی از فیس‌ترین‌ها بوده است. این نشان دهندهٔ توانایی بالای اتو در اجرای نقش خود است.

## بازیگری
در عرصهٔ هنر بازیگری، رندی اورتن اولین فیلم سینمایی خود را زیر نظر استودیوی فیلم‌سازی دبلیو دبلیو ای یعنی دبلیو دبلیو ای استودیو بازی کرد. نام این فیلم، این چیزی است که من هستم (That's What I Am) می‌باشد. در این فیلم رندی اورتن به همراه ستاره‌هایی همچون اد هریس، امی مدیگان، مولی پارکر، دنیل ریباک و میا روز فرمپتون به ایفای نقش پرداخته است. رندی در این فیلم نقش اد فریل (Ed Freel) که نقش پنجم فیلم را بازی می‌کند این فیلم ۲۹ آوریل ۲۰۱۱ اکران شد. کارگردان نویسنده و تهیه‌کننده فیلم، مایکل پاون است و توزیع و پخش فیلم بر عهدهٔ شرکت ساموئل گلدوین فیلم (Samuel Goldwyn Film) بوده است و ژانر فیلم کمدی می‌باشد. همچنین این فیلم با هنرمندانش به جشنواره سانتا باربارا راه پیدا کرد. او در سال ۲۰۱۳ هم فیلمی با نام دوازده راند ۲ را بازی کرد. این فیلم زیر نظر استودیو WWE ساخته شده و ادامه‌ای بر فیلم ۱۲ راند با بازیگری «جان سینا» دیگر سوپراستار موفق و سرشناس WWE می‌باشد. The Condemned 2 این فیلم در سال ۲۰۱۵ میلادی ساخته شده و داستان فیلم دربارهٔ یک جایزه بگیر سابق هست که در می‌یابد در مسابقه‌ای بسیار خطرناک که حتی ممکن هست جانش را هم در آن از دست بدهد، شرکت داده شده است. به همین منظور، او باید از تمام توانایی‌هایش استفاده کند تا از آنجا جان سالم به در ببرد و…
او در فیلم تغییر زمین نیز بازی کرده است.

## زندگی شخصی
در نوامبر ۲۰۰۵، اورتن نامزدی اش را با دوست دخترش سامانتا اسپِنو (Samantha Speno) اعلام کرد و  در ۲۱ سپتامبر ۲۰۰۷ (‎۳۰ شهریور ۱۳۸۶) ازدواج کردند. در دسامبر ۲۰۰۷ اورتن اعلام کرد که آنها در انتظار اولین فرزندشان هستند. اورتن و همسرش در ۱۲ ژوئیه ۲۰۰۸ (‎۲۲ تیر ۱۳۸۷) صاحب آلِنا ماری اورتن (Alanna Marie Orton) شدند. اما رندی اورتن و همسرش سامانتا اسپنو با توجه به سایت TMZ در اواخر سال ۲۰۱۲ به‌طور رسمی از هم جدا شدند و سرپرستی فرزند آن‌ها به سامانتا واگذار شد. اورتن از بیماری شانه اش رنج می‌برد. شانه وی دو بار دچار مشکل شد. اولین بار  در مسابقه با اچ تریپل  ترقوه او شکست و بار دیگر هم، دوباره از همان ناحیه در تصادف موتورسیکلت آسیب دید.

## در کشتی
- حرکت‌های پایانی
  - RKO
  - DDT
  - Running Punt Kick
- حرکات موردعلاقه
  - Bodyscissors
  - Dropkick
  - European uppercut
  - Falling clothesline
  - Full nelson slam
  - Inverted headlock backbreaker
  - Multiple stomps while circling a fallen opponent
  - Olympic slam
  - Rope-hung DDT
  - Snap scoop powerslam
  - Wrenching chinlock
  - Orton stomp
  - Knee drop
  - Gutwrench elevated neckbreaker
  - Gutwrench elevated neckbreaker
  - Lou thesz press
  - Side belly-to-belly suplex
  - Superplex
  - Powerbomb
  - Spinebuster
- مربی‌ها
  - «کابوی» باب اورتن
  - ریک فلر
  - لیتا
  - استِیسی کیبلِر
- تیم‌ها
  - اوولوشن
  - رتید آر کی او
  - لگاسی
  - آر کی برو
- لقب‌ها
  - اسطوره کش (The Legend Killer)
  - افعی (The Viper)
  - بی‌نهایت درنده (Apex Predator)
- آهنگ‌های ورود
  - «خطّی در ماسه» از Motörhead (هنگامی عضویت در اوولوشن، استفاده می‌شد)
  - «در نور من بسوز» از Mercy Drive
  - «این آتش می‌سوزد» از Killswitch Engage (فقط یک هفته استفاده شد، و بعد آهنگ ورود CM Punk شد)
  - «صداها» از Rev Theory

## قهرمانی‌ها و مقام‌ها

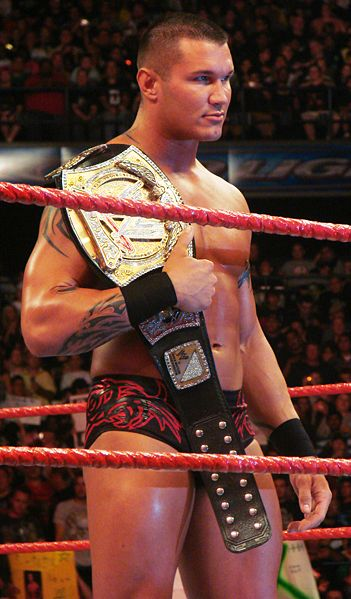
اولین قهرمانی دبلیو دبلیو ای

رندی اورتن مقام‌های متعددی را در دنیای کشتی کسب کرده است. وی از زمان حضور در کمپانی دبلیو دبلیو ای یکبار قهرمان کمربند بین قاره‌ای، چهار بار قهرمان کمربند سنگین‌وزن جهان، یکبار قهرمان تیمی جهان، دوبار برندهٔ رویال رامبل در سال ۲۰۰۹ و ۲۰۱۷ و هشت بار قهرمان کمربند دبلیو دبلیو ای، یکبار برنده چمدان مانی این د بنک در سال ۲۰۱۴ شده است. او در پی پی وی تی ال سی صاحب هر دو کمربند دابلیو دابلیو ای و سنگین‌وزن شد. اورتن موفق شد در فست‌لین (۲۰۱۸) با غلبه بر بابی رود قهرمان کمربندایالت متحده آمریکا بشود.
- قهرمانی‌ها در دبلیو دبلیو ای
  - ۱۰ بار قهرمانی کمربند دبلیودبلیوئی
  - ۴ بار قهرمانی کمربند سنگین‌وزن جهان دبلیودبلیوئی
  - ۴ بار قهرمانی کمربند تگ تیم جهان: یکبار با اج - ۲ بار با مت ریدل - یکبار با بری وایت
  - ۱ بار قهرمانی کمربند بین قاره‌ای دبلیودبلیوئی
  - ۲ بار پیروزی در رویال رامبل های (۲۰۱۷)و(۲۰۰۹)
  - ۱ بار قهرمانی کمربند ایالات متحده دبلیودبلیوئی
  - برنده مسابقه نردبان دبلیودبلیوئی مانی این د بنک در سال ۲۰۱۳
- او هایو ولی رسلینگ
  - قهرمانی او وی وی هاردکور (۳بار)
- نشان کشتی کچ حرفه‌ای
  - پی دبلیو آی برای دشمنی سال (۲۰۰۹) با تریپل اچ
  - پی دبلیو آی برای منفورترین کچ کار در سال‌های (۲۰۰۷و۲۰۰۹)
  - پی دبلیو آی برای کچ کاری که بیشترین پیشرفت را داشته است در سال (۲۰۰۴)
  - پی دبلیو آی برای محبوب‌ترین کشتی کچ کار در سال (۲۰۱۰)
  - پی دبلیو آی برای برترین تازه‌کار در سال (۲۰۰۱)
  - پی دبلیو آی برای کج کار شمارهٔ یک در بین جدول ۵۰۰ نفره کچ کاران در پی دبلیو آی ۵۰۰ در سال (۲۰۰۸)
  - پی دبلیو آی برای کج کار شمارهٔ دو در بین جدول ۵۰۰ نفره کچ کاران در پی دبلیو آی ۵۰۰ در سال (۲۰۱۱)
  - پی دبلیو آی برای برترین کشتی کچ کار در سال‌های (۲۰۰۹و۲۰۱۰)
  - رندی با به‌دست آوردن کمربند سنگین‌وزن جهان در سال ۲۰۰۴ جوانترین قهرمان تاریخ دبلیو دبلیو ای شد..
  - هفدهمین کشتی‌گیری که دارای ۳ کمربند معتبر و ارزشمند دبلیو دبلیو ای است.
  - کاندیدای برترین سوپر استار سال ۲۰۱۱
  - کاندیدای برترین سوپر استار سال ۲۰۱۳
  - نفر دوم از ۵۰۰ نفر سال ۲۰۱۴
  - جزو ۱۰ کشتی‌گیر برتر در سال‌های ۲۰۱۶و۲۰۱۷و۲۰۱۸و۲۰۱۹
  - پرطرفدارترین کشتی کج کار سال ۲۰۰۹ از لحاظ افراد داخل سالن
  - بیشترین حذف در پی رو ویو سوروایور سریز با رکود ۱۷ نفر (تا سال ۲۰۲۰)
  - بیشترین حضور در مسابقهٔ money in the bank
  - نفر سوم در مسابقه hell in the cell با ۶ برد
  - تنها فردی که تمام اعضای نکسس را راهی بیمارستان کرد
  - مصدوم شدن تمامی کشتی گیران با ضربهٔ Punt Kick
  - نفر سوم در بیشترین برد در رسلمنیا همراه با ادج و سث رالینز
  - تنها فردی که توانسته سث رالینز را در رسلمنیا شکست دهد
  - تنها فردی که توانسته تمامی اعضای شیلد را در مسابقات تک به تک شکست دهد
  - به دست آوردن دو کمربند بزرگ کشتی کج به صورت همزمان(wwe و سنگین وزن)
  - یازدهمین فردی که توانسته گرند اسلم (grand slam یعنی گرفتن تمامی کمربندهای کمپانی از بدر ورود) شود

## نگارخانه

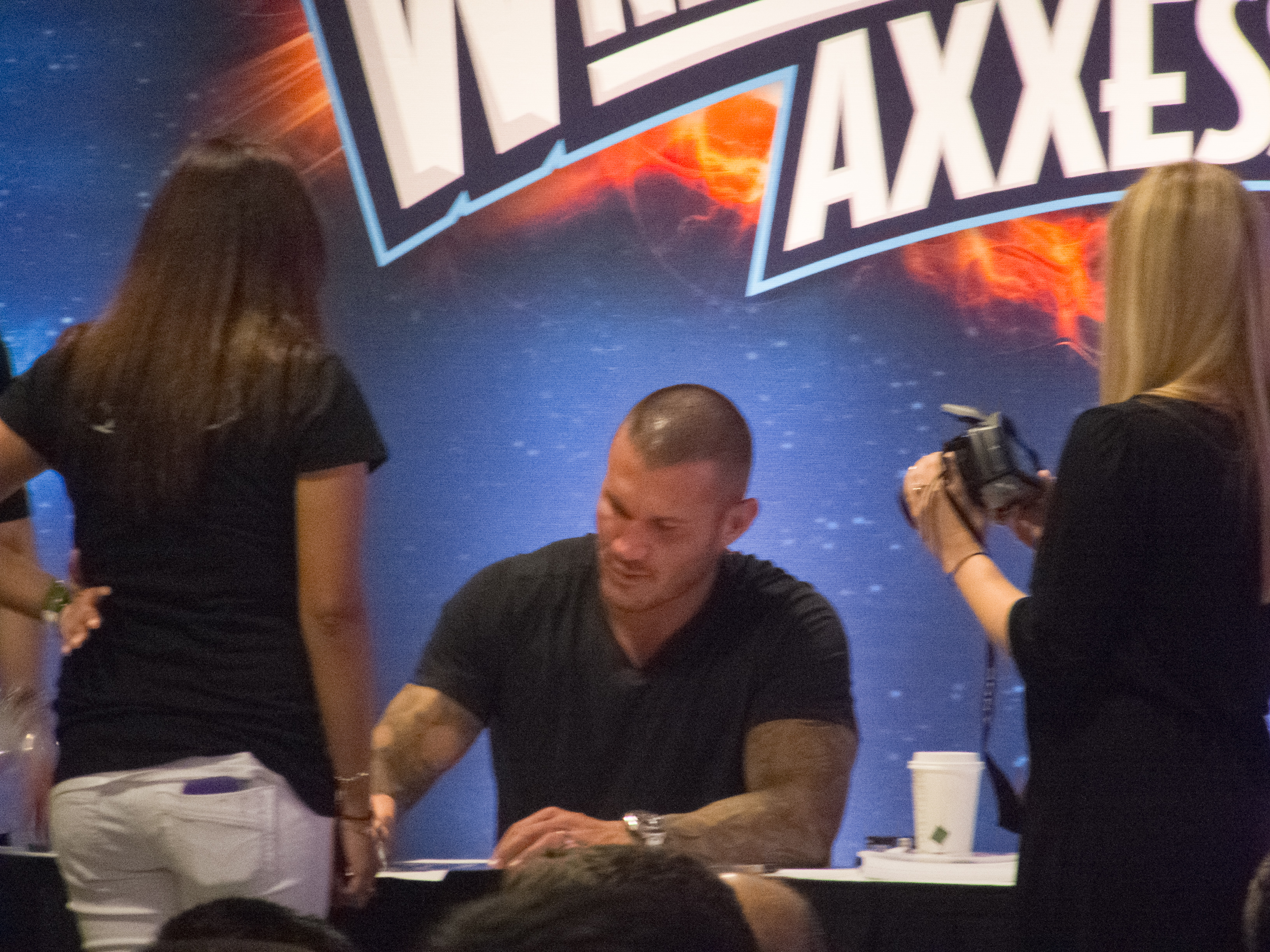
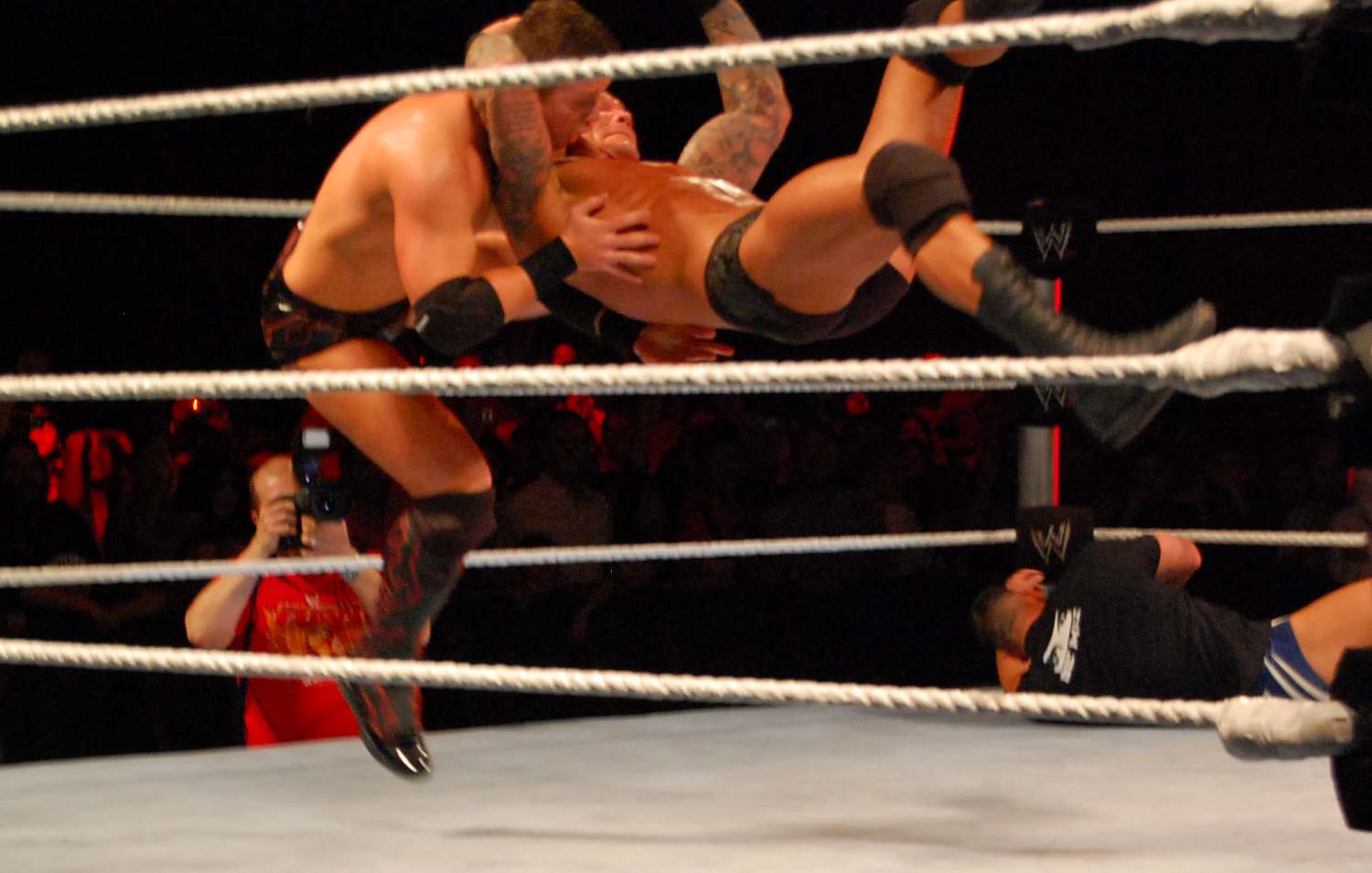
اورتن در حال زدن RKO به The Miz
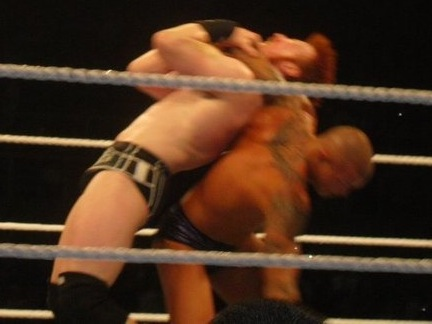
اورتن در حال زدن Inverted headlock backbreaker به Sheamus
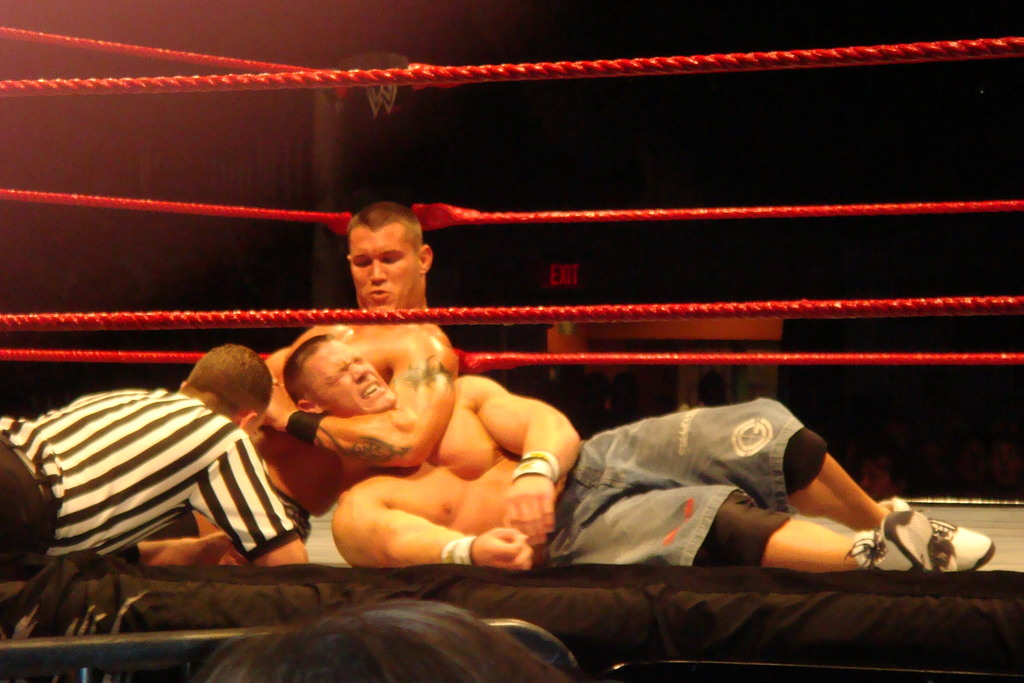
اورتن در حال زدن Reverse Chinlock به جان سینا
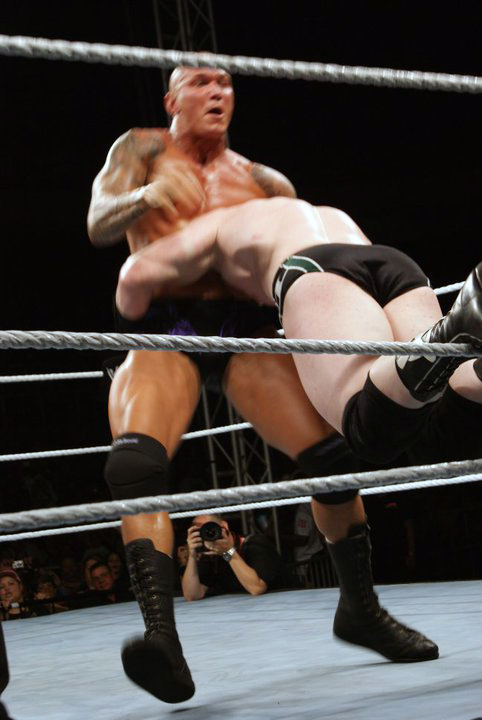
اورتن در حال زدن Rope hung DDT به Sheamus